# Nicaragua történelme
Nicaragua mint politikai entitás történelme mintegy 700 évre nyúlik vissza.

## A gyarmati idők
Közép-Amerika területén egymással folyamatos harcban álló őslakos törzsek laktak a maja civilizáció megjelenéséig a mai Guatemala és Honduras területén 300 körül. A városállamokba tömörült maják később a Yucatán-félszigetre is kiterjesztették határaikat, majd az aztékok 15. századi megjelenéséig megőrizték függetlenségüket. Az azték és tolték csapatok egészen a mai Panama területéig vezették hódító és rabló hadjárataikat, de csakhamar véget ért az ő uralmuk is, amikor Kolumbusz 1502. július 30-án partraszállt legénységével a Honduras-foknál, és a spanyol király nevében birtokba vette a területet. A spanyol hódítók figyelme a következő évtizedekben Mexikóra és Perura irányult.
Pedro de Alvarado Mexikóból délre indult és könnyedén legyőzte a maja csapatokat 1523-ban, majd Diego Velázquez vezetett kincskereső hadjáratokat a térségbe. Ezután már folyamatos forgalmat bonyolítottak a vidéken: Spanyolországból katonákkal, telepesekkel, hittérítőkkel érkeztek a hajók, és arannyal, ezüsttel megrakodva tértek haza.
A gyarmati rendszer megszilárdítása nem ment olyan könnyen Közép-Amerikában, mert a Mexikó központú Új-Spanyolország nevű alkirályság nem tudott megegyezni a Bogotában székelő Új-Granada alkirálysággal a terület hovatartozásáról. Végül úgy döntöttek, hogy Panamát Új-Granadához csatolták, a többi terület fölött pedig a Guatemalai Főkapitányság gyakorolta a hatalmat.
Az első telepesek gyorsan nagy vagyonokra tettek szert. Birtokaikon rabszolgaként dolgoztatták az indiánokat egészen az 1542-ben kiadott Új Törvények kihirdetéséig – az őslakosoknak ezután adót kellett fizetniük a spanyol királynak. A király megbízottjai körül csakhamar megjelent a clientelának nevezett réteg, az úgynevezett lekötelezettek köre: katonák, birtokosok tartoztak ide, akik külső támadások vagy indiánlázadások idején összefogtak, és segítséget nyújtottak egymásnak. A spanyol apáktól és indián anyáktól származó meszticek több generáció elteltével ugyan tagjai lehettek az ilyen érdekközösségeknek, de magas hivatali, egyházi, vagy katonai pozíciókat nem tölthettek be. A társadalmi feszültséget csak fokozta, hogy a meszticek mind nagyobb számban népesítették be a spanyol gyarmatokat.
A függetlenséghez vezető első komoly lépést a guatemalai vezetők által 1796-ban létrehozott, az Ország Barátainak Gazdasági Társasága jelentette, amely a kötelékek lazításában üzleti lehetőséget látott, majd Napóleon spanyolországi hadjárata szította fel a szeparatista érzéseket újra, először Mexikóban. 1821-ben mégis a Guatemalai Főkapitányság mondta ki elszakadását, és államszövetséget hozott létre Közép-amerikai Egyesült tartományok néven, amelynek Guatemala mellett Salvador, Honduras és Nicaragua volt még tagja.
Nicaragua feltérképezése után, 1524-ben alapították meg a spanyolok az első várost, amelyet Granadának neveztek el, majd még ugyanabban az évben északabbra egy másikat, Leónt. A két város versengése azóta is tart. A függetlenné válásig León működött a Guatemalai Főkapitánysághoz tartozó, ugyanakkor a mai Nicaragua területénél kisebb tartomány fővárosaként. Délen, a San Juan-folyó vidékét és a Karib-tenger, főleg indiánok lakta régióját a XVII. században a britek felügyelték. Kalózaik innen indítottak támadásokat a spanyol hajók ellen. Az ő ötletük volt először, hogy az óceán két partja között csatornát lehetne építeni, de ehhez nem tudták bázisaikat eléggé megerősíteni Nicaraguában. Előbb a moszkító indiánokat fegyverezték fel, akik számos emberáldozatot követelő támadásokat indítottak a spanyolok ellen, majd pedig Nelson admirális vezetésével támadták hajókkal a San Juan torkolatánál fekvő spanyol erődöket a 18. század második felében. Az utolsó hadjáraton kolera tizedelte meg a legénységet, így a brit invázió elmaradt.

## León és Granada vetélkedése

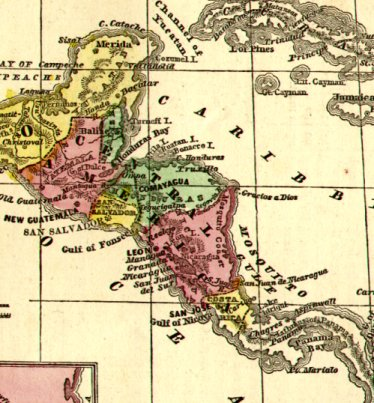
Közép-Amerika 1860-ban

Miután a környék adminisztrációs központja León lett, a város gyors fejlődésnek indult, mégis a függetlenség gondolatát először Granadában vetették fel, ahol kitört a felkelés, amelyhez csatlakozott több kisebb város. León is egyet értett a gondolattal, de nem tudott Granadával megegyezni arról, hogy melyikük legyen az akció vezetője. Az ellentétek miatt a spanyolok leverték a lázadást, az 1821-es függetlenség kivívásáig arról folyt a vita, hogy melyikük volt felelős a kudarcért. A politikai csatározások miatt Nicaragua függetlenségi okmányát csak 1826-ban írták alá, utána ráadásul Granada és León viszálya véres polgárháborúba torkollt. Ebben az időszakban alakultak ki azok a politikai csoportosulások, amelyek töretlenül uralták a századot: a magukat „liberálisnak” nevezők Leónban, a konzervatívok Granadában építették ki bázisaikat. A Közép-amerikai államszövetség sem tudott megbirkózni a helyzettel, amely 1838-ban Nicaragua teljes kiválásához vezetett.
A következő évek politikai káoszának Nagy-Britannia lett az átmeneti nyertese a Moszkító-part feletti angol korona fennhatóságának kihirdetésével. Ez azonban az észak-amerikai érdekeket sértette, mert miután kitört az aranyláz, az Egyesült Államok járatlan középső területei helyett egyre inkább a sokkal veszélytelenebb nicaraguai kerülővel jutottak el a szerencsevadászok ezrei a keleti partról Kaliforniába. Az amerikaiak szervezték meg a szállítást Nicaragua szárazföldi szakaszán is, de mivel gyorsabb megoldást kerestek, az országba küldték első diplomatájukat, Ephraim George Squiert, akinek sikerült rávennie a hadakozó leóni és granadai vezetőket a csatornaépítésről szóló szerződés aláírására.
León és Granada még úgy sem volt képes elkerülni a háborút, hogy Nicaragua fővárosának 1852-ben Managuát jelölték ki. Az erősebb León, bár rendszerint győzött a csatákban, nem tudta elfoglalni Granadát, így segítségért fordult William Walker észak-amerikai kalandor és zsoldosvezérhez. Walker jenki zsoldosokkal meghódította Granadát, csakhogy ennyivel nem érte be, és hosszabb távra rendezkedett be: földbirtokokat kobzott el, csapatai segítségével pedig gyakorlatilag átvette az uralmat. A spanyol nemzetiségű lakosságot súlyosan felháborította, hogy Walker angol nyelvet tett hivatalossá. León és Granada ekkor összefogott, kinevezett egy független politikust elnöknek, majd a szomszédos országok és az angolok segítségével kiűzték Walkert Nicaraguából. A megállapodásnak köszönhetően, 1889-ig nyugodt időszak következett.
Ám Carazo elnök hirtelen – szívroham miatt – bekövetkezett halálával ismét viszály és háború támadt, majd Roberto Sacasa átmeneti regnálása után a liberálisok kerültek fölénybe. Vezetőjük, José Santos Zelaya lett, aki mintegy 16 éven át töltötte be az elnöki posztot. Hivatali idejéhez köthető a gazdaság felvirágoztatása, az ipari fejlődés, országutak építése és más fontos infrastrukturális beruházás, amellyel Nicaragua a térség legfejlettebb államává válhatott. Amikor a nicaraguai vállalatok ki akarták terjeszteni befolyásukat más Közép-amerikai államokra is, és Zelaya az észak-amerikai befolyás csökkentéséről kezdett beszélni, az amerikaiak közbeléptek.

## Az első amerikai beavatkozás
Az Egyesült Államok Zelaya elmozdításában látta a megoldást, a lázadás vezetőinek pedig Emiliano Chamorro tábornokot, Mena tábornokot, valamint Juan José Estradát és Adolfo Diazt jelölte ki. 1909 végén a vérontás elkerülése érdekében lemondott, és utódjául a liberálisok és konzervatívok által egyaránt tisztelt José Madrizt jelölte meg. Mindhiába, mert a felkelés kirobbant és az időközben megérkezett a lázadók amerikai katonai segítséggel 1910 augusztusában bevonultak Managuába a „rend helyreállítására”. Washington Estradát, majd Diazt erősítette meg az elnöki székben, de a hatalmi harcok lecsillapítására csakhamar amerikai tengerészgyalogosok is küldött, úgymond a „helyi nagykövetségük védelmére”. Uralmának pénzügyi megalapozásához Diaz amerikai bankoktól vett fel hiteleket, ám olyan szigorú feltételek mellett, hogy a bankárok teljesen ellenőrizhették Nicaragua pénzügyeit.
Ennek csúcspontjaként született meg – két évvel a Panama-csatorna megnyitása után – 1916-ban a Chamorro-Bryan egyezmény, amelynek értelmében Nicaragua 3 millió dollárért örökös jogot adott az Egyesült Államoknak a két óceánt összekötő csatorna megépítésére, 99 évre eladta a Karib-tengeren fekvő Corn-szigeteket, a Fonseca-öblöt, tíz évre a vasutat, és átadta az ellenőrzést a Nemzeti Bank felett.
A tengerészgyalogosok 14 év után hazatértek ugyan, de Diaz, – akit több váltótársa után ismét az államfői székbe ültettek, – visszahívta őket, amikor ellenfelei egységbe tömörültek hatalmának megdöntésére. Ők sem tudták azonban megakadályozni José Maria Moncada tábornok és liberális támogatóinak felkelését, amelyet 1928-ban a Tipitapai Egyezmény zárt le. A dokumentum alapján lefegyverezték a konzervatívokat és liberálisokat, ugyanakkor az amerikaiak megkezdték a Nemzeti Gárda szervezését, Moncada tábornok pedig 1929-ben bevonulhatott az elnöki palotába.

## "Haza és szabadság"

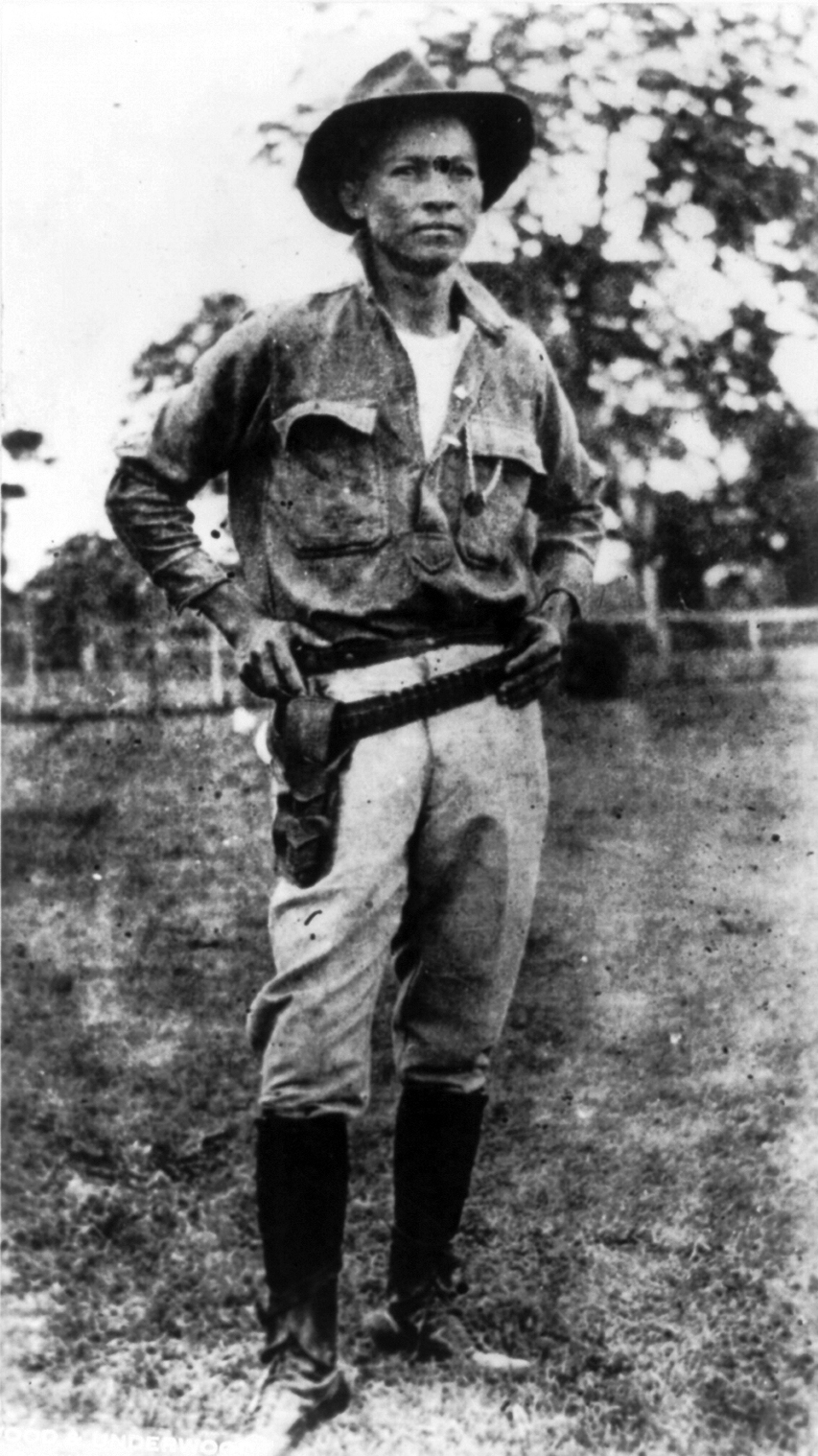
Augusto Cézar Sandino

A lázadók egyik katonai parancsnoka azonban nem volt hajlandó letenni a fegyvert – mondván, a tipitapai alku gyakorlatilag kapitulációt jelent, és az amerikaiak távozását követelte. Augusto Cézar Sandino munkásokból, parasztokból, valamint bányászokból toborzott csapatot; az egyezmény megkötésekor már négy tartományt tartott az ellenőrzése alatt. Serege ekkor kapta a Nicaraguai Nemzeti Szuverenitás Védelmezőjének Hadserege nevet, jelszava pedig „Haza és Szabadság” lett, miután új célt jelölt ki embereinek.
1928 júliusában zajlott le az első ütközet Sandino 3000 katonája, és a 12000 emberrel felvonuló amerikai tengerészgyalogság, valamint a frissen kiképzett, felszerelt Nemzeti Gárda között. A túlerő nyilvánvaló volt, így a gerillák Las Segovias hegyvidékre vonultak vissza, majd onnan vezettek hadműveleteket az amerikaiak és immár a Nemzeti Gárda erői ellen. A városok feletti ellenőrzést ugyan mindenhol átvették a kormánycsapatok, a hegyvidék falvaiban Sandino szervezte még a közigazgatást is.
Közben az elnöki palotában váltás történt: Moncada helyére Juan Sacasa került, ahogy 1932 végén a Fehér Házba is új ember költözhetett be, Franklin D. Roosevelt. Ő az intervenciós politika csökkentését célzó „jószomszédsági programjának” megfelelően parancsot adott az amerikai csapatok távozására – tengerészgyalogosokra különben sem volt szükség már a megerősödött Nemzeti Gárda mellett. Miután az utolsó amerikai egységeket is behajózták, Sacasa békét ajánlott Sandinónak, aki az ellenség távozásának hírére belement a fegyvernyugvásba. Emberei két tartományban telepedtek le, hogy gyorsan mozgósíthatók legyenek szükség esetén. Vezetőik azonban továbbra is hangoztatták: az amerikai katonák távozásával még korántsem biztosított Nicaragua szuverenitása, mert az északi nagyvállalatoknak és az őket támogató nicaraguaiaknak túl nagy hatalmuk van. Különösen a Nemzeti Gárda főparancsnokát, Anastasio Somoza Garciát támadták, aki korábban eredménytelen hadműveleteket vezetett Sandino ellen. 1934 februárjában Sandinót és több vezetőtársát palotájába hívta bankettre Sacasa elnök. Távozásukkor a Nemzeti Gárda emberei géppisztolysorozatokkal lelőtték őket. A gyilkosság miatt indult nyomozás csakhamar félbeszakadt. Anastasio Somoza, – akit mellesleg Sacasa elnök unokaöccse volt – ezen felbátorodott.

## A Somózák diktatúrája
A merénylet eltussolásával Sacasa elnök elárulta saját gyengeségét, így nem csoda, hogy néhány hónap múlva Somoza már nyíltan azt hangoztatta: mindenkit félreállít, aki az elnöksége útjában áll. Az ország alkotmánya két ponton is tiltotta, hogy Somoza üljön az elnöki székbe: egyrészt rokonok nem válthatták egymást, másrészt a Nemzeti Gárda vezetőjeként sem foglalhatta volna el a posztot. Amikor Sacasa látta a tábornok törekvéseit, titkos tárgyalásokat kezdett az ellenzékével az utódlás bebiztosításáról, de már késő volt. Somoza tudomást szerzett az ügyről, és lemondatta a nagybátyját, akinek Carlos Brenes Jarqin lett az utóda a választásokig. Somoza közben lemondott a Nemzeti Gárda éléről, hogy aztán a liberálisok és a konzervatívok közös jelöltjeként 99%-kal nyerje meg az 1937-es választásokat. Hivatali idejének első napján pedig kineveztette önmagát a Nemzeti Gárda élére, és miután már minden hatalom a kezében összpontosult, 1939-ben új alkotmányt fogadtatott el, amellyel 1947. május elsejéig biztosította be pozícióját.
Anastasio Somoza 1939-ben Washingtonban járt, Roosevelt ekkor mondta el híres mondatát: „Somoza may be a son of a bitch, but he's our son of a bitch” (magyarul: Lehet, hogy Somoza gazember, ám a mi gazemberünk). Azt is könnyen megbocsátották neki, hogy a háború idején a tengelyhatalmakat támogatta: állítólag 1944-ig egy Hitler portré lógott a dolgozószobájának falán. A törvényhozás minden beterjesztett rendeletét meghozta, hiszen csak egy kis létszámú konzervatív csoport szavazott ellene. Hatalmát felhasználva családi gazdasági birodalmat épített ki, rövidesen legalább száz kávéültetvény és marhatelep tulajdonosává vált. 1944-re Nicaragua legnagyobb kávétermelője lett, ugyanakkor lefölözte az országos vágómarha-csempészet hasznát is. Piacot nyitott az amerikai befektetők előtt, olyannyira, hogy egy időben szabadon lehetett tőkét és termelőeszközöket be-és kivinni az országból, mindezt a nyereség minimális megadóztatása mellett. Az árak eközben megemelkedtek: 1944-ben a legfontosabb élelmezési cikk, a kukorica hétszer, a rizs hatszor, a tojás nyolcszor, a hús hatszor, a bab pedig tízszer többe került, mint Somoza uralomra kerülése előtt, miközben a bérek mindössze a duplájára nőttek. A nyomorgók tábora rohamosan emelkedett Nicaraguában. Somoza idején kizárólag a Washington-barát magántőke és az amerikai beruházások domináltak: ennek egyenes következménye lett, hogy az export túlnyomó része az Egyesült Államokba irányult évtizedekre függővé téve Nicaraguát a nagyhatalom politikájától, miközben ugyanez a probléma keletkezett az import esetében is – a gépek, alkatrészek és más iparcikkek szinte kizárólag az Egyesült Államokból érkeztek.
A diktatúra leépítésére hamarosan politikai erők kezdtek mozgolódni, amelynek nyitányaként pártszakadás zajlott le a liberálisoknál, és megalakult a Független Liberális Párt (PLI), míg a konzervatívok nagy része bojkottálta a közelgő 1947-es választásokat, amelyen Somoza jelöltje Leonardo Argüello Barreto volt. Az új államfő, ahelyett, hogy engedelmeskedett volna, megkezdte Somoza családtagjainak eltávolítását a hivatalokból, és menesztett több, terrorcselekményeikről ismert Nemzeti Gárda parancsnokot. Mindössze 25 napja volt hivatalban, amikor Somoza puccsal eltávolította Argüellót a hatalomból. Ebből értettek a következő vezetők, Benjamin Lacayo Sacasa, és Somoza unokabátyja, Victor Manuel Román y Reyes mindenben engedelmeskedett.
Közben ismét felbukkant Nicaraguában a konzervatívok száműzetésben lévő vezetője, Emiliano Chamorro Vargas, akivel Somoza ügyes megállapodást kötött: eszerint az alkotmány ellenére újra jelöltetheti magát az 1950-es választásokon, a választás „tiszta” lesz, és a vesztes fél előre meghatározott számú képviseletet kap a törvényhozásban. A választásokon Chamorro vesztett, így Somoza ismét beköltözhetett az elnöki palotába. Az ismét terítékre került alkotmánymódosítási vita közben megtiltották a lapoknak és rádióknak, hogy az államfőt bírálják. 1954. április 3-án Somoza sérülés nélkül átvészelt egy merényletet, mire kihirdették az egy évig tartó ostromállapotot. Letartóztatták és száműzték Emiliano Chamorrót, és a Le Prensa ellenzéki újság tulajdonosát és főszerkesztőjét, Pedro Joaquin Chamorrót.
A következő két évben Somoza tovább gyarapította vagyonát, és saját bevallása szerint is Nicaragua megművelhető területeinek 10%-át birtokolta. Cukor-, textil-, cementgyárakat, húsfeldolgozókat, közlekedési vállalatokat szerzett meg. Gazdasági hatalmának csúcspontján úgy döntött, hogy 1956-ban ismét jelölteti magát elnöknek, de Rigoberto López Pérez öt lövéssel megsebesítette szeptember 21-én Leónban Somozát, aki csak nyolc nappal élte túl a merényletet. Lópezt a testőrök a helyszínen agyonlőtték.
Az utódlás nem volt kérdéses, hiszen az alkotmány szerint ilyenkor a törvényhozás elnöke kerül az elnöki székbe, és ez nem volt más, mint Somoza nagyobbik fia, Luis Somoza Debayle. Öccse, az akkor 32 éves ifjabb Anastasio Somoza ekkor már egy ideje a Nemzeti Gárda főparancsnok-helyettesi posztján állt, így a két testvér hadjáratba kezdett. Felfüggesztették az alkotmányos alapjogokat, kijárási tilalmat vezettek be, és megkezdődtek a letartóztatások: napok alatt 200 ellenzéki került börtönbe. A Somoza-merénylet hírét vegyesen fogadták külföldön, Eisenhower elnök például így fogalmazott: „olyan érzés ez, mintha egy csillag tűnt volna el az Egyesült Államok lobogójáról”.
A liberálisok természetesen Luis Somozát jelölték elnöknek az 1957-re halasztott választásokra, amelyet a szétzilált ellenzék nagy része bojkottált, így nem meglepő 89%-os sikere. Luis nem sokkal később viszont bejelentette, hogy az 1963-as voksoláson már nem indul, és visszavonul a politikai élettől. A liberálisok ezután – az időközben egy hatalomátvételt meghiúsító – Anastasio mögé sorakoztak föl, hogy az alkotmány megváltoztatásával biztosítsák a család hatalmát Luis után. 1963-ban még egy családi bizalmas, René Schick Gutiérrez került az államfői posztra egészen három évvel később bekövetkezett haláláig, úgyhogy 1967. május elsején ismét egy Somoza, Anastasio Debayle foglalta el a legmagasabb tisztséget. Uralmának további bebiztosítására az időközben egyre erősödő konzervatívok vezérével, Fernando Bernabé Agüero Rochával kötött megállapodást, hogy mandátumának lejárta után, 1974 végéig egy háromtagú junta, az úgynevezett triumvirátus vezesse majd Nicaraguát. A testület feladata lett volna az új alkotmányt kidolgozása a következő szavazás előtt. A másik két tag Somoza pártjából került ki, így könnyen tovább ellenőrizhette az irányítást. 1972. május elsején a hármasfogat munkába állt, de Agüero – látva a Somoza befolyását – kiugrott a koalícióból, ám a Nemzeti Gárda parancsnoka, Edmundo Paguaga Irías személyében megtalálta engedelmes konzervatív helyettesét.

## Nicaragua politikai pártjai
- Partido Liberal Independiente
- Partido Social Cristiano
- Partido Conservador
- Partido Liberal Nacional
- Partido Socialista Nicaragüense
- Frente Sandinista de la Liberatión Nacional(FSLN) Sandinisták

## A földrengés
1972-ben Managuában élt Nicaragua lakosságának mintegy egyötöde, azaz négyszázezer ember. December 23-án 23 óra 23 perckor a Richter-skála szerinti 6,3-es erősségű földrengés rázta meg a várost: az első horizontálisan, míg a következő kettő vertikális irányban fejtette ki erejét, amelynek következtében 13 négyzetkilométeres területen valamennyi lakóház összedőlt, tágabb területen pedig jelentős pusztítást okozott. Bár a földmozgás nem számított nagy méretűnek, az epicentruma a város melletti Managua-tó körzetében volt, mindössze néhány száz méterre a Managua határától. A helyzetet súlyosbította számos tényező, miszerint a nicaraguai főváros talajának túlnyomó része a korábbi vulkáni kitörésekből származó hamuból származik, a lakóházakat pedig gyenge minőségű és törékeny anyagokból építették, valamint a tó vize földrengéskor mini-szökőárként zúdult rá több partszakaszra.

## Somoza utolsó évei, az ellenzék megerősödése
A Sandinista Front soraiba igen gyakran férkőztek besúgók, így a Nemzeti Gárda könnyen rájuk bukkant, körbevette táboraikat, ahonnan kifüstölték a gerillákat. 1977-re már több ezren haltak meg vagy tűntek el az ilyen akciókban. A szétszóródott fegyveresek rendszerint a terceristákhoz csatlakoztak, akik a Hosszú Népi Háború (GPP) egységeivel szemben nem a táborokban várták az utánpótlást, hanem a rajtaütések útján szerzett fegyverekkel komoly katonai sikereket értek el. Így azután ők ültek le tárgyalni 1977 októberében a Somoza ellenzékéből összekovácsolódott új mozgalommal, a Demokratikus Felszabadítási Unióval (UDEL), amelynek összetétele meglehetősen vegyes volt, hiszen szociáldemokratákat, szocialistákat, ultrabaloldaliakon túl egyes konzervatív elemeket is összefogott. A sandinisták megegyezési hajlandósága csak tovább növelte a mozgalom népszerűségét, főleg, hogy a terceristák elutasították a proletárdiktatúrát. Ezalatt a Sandinista Front offenzívába kezdett: elfoglalta a Nemzeti Gárda több laktanyáját, néhány települést, sikeresen támadta a hadsereg mozgásban lévő egységeit, valamint foglyokat ejtett és mind többen adták meg magukat a közeledő gerilláknak.
Ezalatt Nicaragua ellenzéke egyre erősödött, amelyhez az is hozzájárult, hogy 1977-ben Jimmy Carter elnök került a washingtoni Fehér Házba, az új amerikai elnök pedig szívesen feláldozta volna Somozát a térség stabilitása érdekében, ha egy „demokratikus kormányzat” jönne létre Nicaraguában. Az 1972 végén bekövetkezett földrengés utáni években egyre nagyobb méreteket öltő korrupció miatt a Somoza iránt bizalmát vesztő vállalkozói réteg csak gyarapította az elégedetlenkedők táborát. Ugyanakkor a katasztrófát követő események és a sandinisták túszejtő akciója Nicaraguára irányította a nemzetközi közvélemény figyelmét, amely mind gyakrabban kérdőjelezte meg a Somoza-rendszer fenntarthatóságát. Somoza kísérletet tett arra, hogy jobb színben tűnjön fel a külföld előtt, így 1977. szeptember 19-n megszüntette a rendkívüli állapotot és a rögtönítélő bíróságot, de az eseményeknek már nem tudott gátat szabni.
1977 októberében tucatnyi neves közéleti személyiség részvételével megalakult az úgynevezett „Tizenkettek Csoportja” (Grupo Doce) – tagjaik között politikusokkal, befolyásos üzletemberekkel, mégis, a legismertebb név a listán a világszerte ismert nicaraguai lelkész-költőé, Ernesto Cardinalé volt. Rövidesen egyre több értelmiségi – pedagógusok, papok, diákok – csatlakozott a csoporthoz, amely egyre szorosabbra fűzte kapcsolatait a terceristákkal. Emiatt a somozisták azzal vádolták őket, hogy a gerillák politikai képviselőjének szerepét töltik be, és a megtorlás nem maradt el. Somoza menesztette az egyre elégedetlenebb Liberális Nemzeti Párt vezetőjét, és riadókészültségbe helyezte a Nemzeti Gárdát. A hajtóvadászat kiterjedt minden „sandinista gyanús elemre”, sőt, a Tizenkettek Csoportjának tagjaira is. Több ellenzéki vezető és aktivista külföldi országok managuai külképviseletein keresett menedéket.
A Konzervatív Pártból kivált politikuscsoport élén Padro Joaquin Chamorro csatlakozott az UDEL-hez, majd rövidesen megválasztották az ellenzéki tömörülés élére a veterán politikust, aki egyben az ország legnagyobb napilapjának főszerkesztői posztját töltötte be. Újságjában egyre élesebben kelt ki a nicaraguai nyomor és az ország kiárusítása ellen. Chamorro az UDEL élén megbeszéléseket folytatott Carter amerikai elnökkel, így managuai körökben elterjedt az a vélekedés, miszerint az Egyesült Államoknak megfelelne az ellenzéki politikus az elnöki posztra.
Carternek azonban feltételei voltak. Azt követelte Chamorrótól, hogy szakítsa meg kapcsolatait a sandinistákkal, és vegye rá a „Tizenkettek Csoportját” a gerillákkal való együttműködés felbontására. Másik lehetőségként azt ajánlotta, hogy vegye rá az FSLN-t arra, hogy Somoza eltávolítása után tegye le a fegyvert, és politikai pártként induljon a következő időszak választásain. Chamorro mindössze arra tett ígéretet, hogy felveszi a kapcsolatot a gerillákkal, és egy következő látogatása során beszámol a fejleményekről Washingtonnak. Erre már nem kerülhetett sor, mert a nicaraguai hatóságok megtagadták tőle a kiutazási engedélyt, majd 1978. január 10-én Managua központjában meggyilkolták.
A merénylet óriási felháborodást váltott ki. A rendőrség őrizetbe vett egy férfit, aki azt állította, hogy 14 ezer dollárt kapott a végrehajtásáért egy bizonyos Pedro Ramostól. A számos gyümölcsöző üzleti vállalkozás tulajdonosaként ismert Ramos a Somoza család bizalmasa volt, és a gyilkosság előestéjén Miamiba utazott. Onnan adott ki cáfolatot, miszerint nincs köze Chamorro megöléséhez, ennyi azonban elég volt a nicaraguai rendőrségnek, hogy leállítsa a nyomozást. Az ellenzéki pártok és szervezetek a konzervatívok vezetésével lemondásra szólították fel az elnököt, majd általános sztrájkot hirdettek, amelynek eredményeként 1978. január 25-én országszerte mintegy hatszázezren függesztették fel a munkát. A sztrájk vezetői közölték: a dolgozók addig nem állnak munkába, amíg a hatóságok fel nem tárják a gyilkosság körülményeit, és nem vonják felelősségre a bűnösöket. Csakhogy a sztrájkolók mind gyakrabban követelték Somoza lemondását is. A kormány rendkívüli ülést hívott össze, hogy megvitassa: hogyan lehetne újra munkára bírni a dolgozókat, és miként semlegesíthetők az ellenzék egyre hevesebb akciói. Somoza hallani sem akart lemondásról, de ígéretet tett, hogy az 1981-ben esedékes választások után távozik hivatalából.
Somoza ekkor még komolyan hitte, hogy a régi módszerek eredményesek lehetnek, felülkerekedhet az eseményeken, így különleges biztonsági alakulatai újra megkezdték az ellenzéki politikusok őrizetbe vételét, többek között az UDEL új vezetőjét is letartóztatták. A médiának megtiltotta, hogy a sztrájkhelyzetről bármilyen formában beszámoljanak, a rendelkezést megszegő két rádiócsatornát pedig bezáratta. A tüntetők és a biztonsági erők számos halálos áldozatot követelő összecsapásait a hivatalos közlemények úgy tálalták, hogy a „vörös ügynökök” rálőttek a Nemzeti Gárda tagjaira, akik önvédelemből voltak kénytelenek a tömegbe lőni. A nagyobb városokban gépfegyverállásokat építettek ki, páncélos egységeket vontak össze, hogy elriasszák a tömegeket a tüntetéseken való részvételtől. Ebben a légkörben került sor február 5-én a helyhatósági választásokra, amelyre az ellenzék bojkottfelhívása miatt a szavazásra jogosultak még csak fele sem ment el. Somoza egy februári managuai nagygyűlésen támogatóit is meglepve ígéretet tett arra, hogy a Sandinista Nemzeti Felszabadítási Front és több más baloldali szervezet legalitást kaphat, és indulhat az 1981-es választásokon. Másnap azonban a Managua és Granada között félúton elhelyezkedő Masaya városában a Nemzeti Gárda óriási vérengzést hajtott végre. A kormányellenes tüntetőkre repülőgépről dobálták a könnygázbombákat, és géppuskával lőttek a tömegbe, amelynek következtében több száz ember halt meg.
A vérontás elleni tiltakozásul Managuában összegyűlt diákokra a katonák szintén tüzet nyitottak, ahogy az egy nappal későbbi újságíró-tüntetés részvevőire is. Március első napjaiban újabb általános sztrájk kezdődött, és országszerte megmozdulásokra került sor annak dacára, hogy a Nemzeti Gárda folytatta a tömeges letartóztatások gyakorlatát. León városában újabb mészárlásra került sor, miközben a katonák megakadályozták a Vöröskeresztet abban, hogy ellássák a sérülteket, a lőtt sebekkel mégis kórházba került tüntetőket pedig letartóztatták. A káoszt csak fokozta, hogy az FSLN gerillái elfogták és kivégezték Somoza legfőbb katonai tanácsadóját, Reynaldo Pérez Vega tábornokot, aki egyben a biztonsági szolgálat vezetői tisztét töltötte be.
Az Egyesült Államokban ezalatt még mindig a lehetséges megoldásokon gondolkodtak. A tábornok meggyilkolását követően Washington egyértelműen kiállt Somoza mellett; az amerikai külügyminisztérium egyik közlemény egyenesen úgy fogalmazott, hogy „Nicaraguában egyre jobban tiszteletben tartják az emberi jogokat”, holott néhány hónappal korábban még elképzelhetőnek látták az államfő elmozdítását. A managuai amerikai nagykövet tanácskozásra hívta össze a nicaraguai üzleti élet Somozától független képviselőit, hogy rávegye őket az ellenzék támogatásának felfüggesztésére, és az elnök leváltásának fokozatos, lassú végrehajtására szólított föl.
A sandinisták falragaszokon és röpcédulákon buzdítottak a népi ellenállás folytatására, de eleinte nem tudtak, vagy inkább nem akartak a felkelés élére állni, az FSLN szerint ugyanis a tömegek még nem álltak készen és tartott attól, hogy az események anarchiába torkollnak. A történések ugyanakkor a gerilláknak kedveztek, mert könnyebben tudták országszerte katonai akcióikat végrehajtani a Nemzeti Gárda feldarabolt erői, laktanyái ellen.

## A Sandinista Front győzelme
1978. augusztus 28-án újabb vakmerő túszejtő akció zajlott le: a Nemzeti Gárda egyenruhájába öltözött két teherautónyi gerilla megszállta a kormányhivataloknak és a képviselőháznak is otthont adó Nemzeti Palotát. Szinte akadálytalanul vették be az épületet, csak néhány szórványos lövöldözés alakult ki a biztonságiakkal a lépcsőházban. A rajtaütéssel mintegy kétezer túszt ejtettek, kormánypárti képviselőket, minisztereket és más magas rangú tisztségviselőket, köztük Somoza unokaöccsét. Sokakat az ablakokba állítottak, hogy a területet körbezáró Nemzeti Gárda ne rohamozhassa meg a Nemzeti Palotát. Az alkudozás két napig tartott, miközben a gerillák átadtak a Vöröskeresztnek 700 túszt, időseket, nőket és gyerekeket. Somoza nem mert megkockáztatni egy akciót, így kénytelen volt engedni a sandinisták követeléseinek: elengedett 60 bebörtönzött FSLN-tagot, (köztük Daniel Ortega tercerista parancsnokot), kifizetett félmillió dollár váltságdíjat, valamint engedélyezte, hogy beolvassák a rádióban a felkelők programját és követelését Somoza lemondására. Emellett szabadon távozhattak az országból; a repülőtérre vezető úton ezrek éltették a sandinistákat és skandáltak kormányellenes jelszavakat. A panamai és a venezuelai légitársaság gépein hagyták el az országot néhány tússzal, köztük három püspökkel, négy diplomatával és José Somoza Abregóval.
A felkelés és a sztrájk 1978 szeptemberétől vált országossá, ahogy az FSLN akcióinak is sokkal nagyobb visszhangja volt, mint korábban, így nem csoda, hogy a gerillák száma megsokszorozódott ezekben a hónapokban, az ellenségtől pedig zsákmányoltak annyi muníciót és fegyvert, amellyel könnyedén felszerelhették az újoncokat. Első alkalommal tudtak igazi hadműveleteket indítani: rajtaütések után visszahúzódtak a város egy másik negyedébe, vagy vidékre, ahol erőt gyűjthettek a felkelés folytatására. A sandinisták az év végén már öt városban álltak a tömeg élére – Matagalpa, Masaya, Chinandega, Esteli és Nicaragua második legnagyobb városa, León hamar hadszíntérré vált. A Nemzeti Gárda ellentámadásba lendült, és elindította a több ezer halottat követelő, hírhedtté vált Omega-akciót, amelynek során a tüzérséget és a légierőt is bevetette harcokban, hogy visszaszerezze az elvesztett területek feletti ellenőrzést. Ahol ez sikerült, öldöklés kezdődött, számos ország tiltakozását kiváltva. A halottakat többnyire jeltelen sírokba temették el, nehogy a gárdisták az élő hozzátartozókon álljanak bosszút. Az Egyesült Államok külügyi szóvivője közölte: a washingtoni vezetés magyarázatot kér a Somoza-kormánytól a vérengzések ügyében, noha amerikai katonai tanácsadók irányításával, és különböző országokból származó zsoldosok részvételével zajlott az Omega-hadművelet. Közben az Amerikai Államok Szervezete (OAS) vizsgálata megállapította, hogy a Nemzeti Gárda időnként mélyen a Costa Ricai határ mögött is lecsapott a sandinista gerillákra, és számos bomba Nicaragua déli szomszédjának területén csapódott be. A Nemzeti Gárda veszteségei ekkor már elérték az 1500 főt, ami a 7500 fős teljes létszám egyötödét tette ki. Ez különösen annak tekintetében nagy szám, hogy a másfélezer katona többsége az elitalakulatokhoz tartozott.
Carter apparátusa ekkor az úgynevezett Washington-tervvel állt elő, amely szerint népszavazást tartanának arról, hogy Somoza hatalmon maradjon-e 1981-ig, vagy pedig átadja-e hatalmát egy alkotmányozó nemzetgyűlésnek, amelyet az OAS ellenőrzése mellett rendezendő választások nyomán hívnának össze. A Washington-terv intézkedéscsomagjában szerepelt még ellenzéki politikusok szabadon bocsátása, a rendkívüli állapot felfüggesztése a választási hadjárat idejére, valamint az is, hogy a szavazólapokat az Egyesült Államokban nyomtatnák és engedélyeznék azon rádióadók működését, amelyek az ellenzéknek biztosítanak fórumot. Somoza mindegyik pontot elfogadta, kivéve ez utóbbit, de ennek már nem volt jelentősége, egyrészt, mert az ellenzéken belül szakadás következett be, miután sokan Somoza, még a választások előtti távozását követelték, illetve nem sikerült megegyezniük arról, hogy folytassák-e a gerillaakciókat a Nemzeti Gárda ellen. Másrészt Washingtonban is vita kezdődött arról, hogy egyáltalán lehet-e Somozát pótolni, vagy egy másik Amerika-barát politikussal képzelhető el Nicaragua jövője, amelyben lehetőleg nincsenek a szocialista országokkal szimpatizáló elemek.
A habozást látva Somoza ismét úgy döntött, hogy 1981-ig hivatalban marad, és egy esetleges népszavazásra csak azután kerülne sor, majd megint a tisztogató akciók eszközéhez nyúlt. Az FSLN és más Somoza megbuktatásának és a demokratikus rendszer kiépítésének hívei ekkor Nemzeti Hazafias Front néven egyesültek, majd anyagi és politikai támogatásért folyamodtak számos latin-amerikai országhoz, míg Washingtont felszólították, hogy ne támogassa a Somoza-rezsimet. Az Egyesült Államok ehelyett 1979 májusában újabb, ezúttal 65 millió dolláros segélyt folyósított Somozának, akinek Nemzeti Gárdája ekkor már nem tudta feltartóztatni a sandinista gerillák megkezdődött végső, egyszerre két irányból indult offenzíváját. El Jicaro, Esteli, Nueva Guinea és Jinotega az északi fronton, valamint El Naranjo, Sapoa a déli fronton voltak az első városok, amelyeket az FSLN végleg az ellenőrzése alá vont, miközben egy zsákmányolt rádióadón keresztül sztrájkfelhívásokat tettek közzé.
„Ekkor már Somoza nem tudott sem gabonát, sem üzemanyagot szerezni, már egyik irányban sem tudott közlekedni, többé nem volt az ország ura; a gazdasági élet romokban volt, minden megbénult. Somoza mán nem volt képes kormányozni, nem tudott tovább kitartani.” – mondta Humberto Ortega, a sandinisták katonai parancsnoka és hadügyminisztere később erről az időszakáról.
Somoza sorra elvesztette a nicaraguai városok feletti ellenőrzést, egyik utolsó döntéseként pedig elrendelte Managua bombázását. 1979. július 17-én kihantoltatta szülei koporsóját, majd különgépével, és egyes feltételezések szerint 900 millió dollárral Miamiba távozott, és soha többé nem tért vissza hazájába. (A diktátort 1980. szeptember 17-én Paraguay fővárosában egy baloldali szervezet tagjai meggyilkolták).
Somoza távozása után egy nappal Leónban új, mindössze egy napot megélt ideiglenes kormány alakult Fransisco Urcuyo Malianos, Somoza párttársának vezetésével, július 19-én pedig az FSLN egységei a tömeg éljenzése közepette bemasírozott Managuába.
Még azon a napon ledöntötték Anastasio Somoza lovas szobrát – az emlékmű eredetileg Olaszországban készült és Benito Mussolinit ábrázolta, de az idősebb Somoza a fejrész kicseréltetésével a saját képére formálta.

## A sandinisták kora
A szórványos harcok még dúltak Managua utcáin, amikor hivatalba lépett az ötfős, úgynevezett Nemzeti Újjáépítés Tanácsa. José Daniel Ortega Saavedra az FSLN, Sergio Ramírez Mercado a Tizenkettek, Moisés Hassán Morales a más baloldali szervezeteket tömörítő Egyesült Népi Mozgalom (MPU) támogatásával vettek részt a juntában, míg a mérsékelt polgári ellenzéket a meggyilkolt Pedro Joaquin Chamorro özvegye, Violeta Barrios de Chamorro (UDEP), illetve Luis Alfonzo Robelo Callejas üzletember (Nicaraguai Demokratikus Mozgalom, MDN) képviselték. Az új kormány egy lerombolt országot örökölt, 1,6 milliárd dolláros adóssággal, 50 ezer halottal, 600 ezer hontalanná vált emberrel és egy teljesen lerombolt infrastruktúrával. Az akkori becslések szerint legalább 3 milliárd dollárra lett volna szükség Nicaragua helyreállításához.
A sandinisták programjának megfelelően az első intézkedés a Somoza család és a vezetéssel szorosan együttműködő hatalmi elit vagyonának szétosztása volt. Somoza az ország nemzetgazdaságának egyharmadát birtokolta – 46 kávéültetvénye, 52 állatfarmja volt, mezőgazdasági üzemek, kereskedelmi üzlethálózat tartozott hozzá, valamint magának tudhatta az amerikai tőke nicaraguai üzleti vállalkozásainak felét és a LANICA légitársaság részvényeinek többségét. Július 25-én a bankokat, szeptember elsején a kiaknázatlan természeti kincseket, november 3-án a bányaipart, 17-én pedig a biztosítókat államosították.
Az első intézkedések közé tartozott az oktatás megszervezése, és az írástudatlanság felszámolása. Hatalomra jutásuk utáni hetekben tanárok ezrei kezdték járni az országot, és mintegy félmillió embert tanítottak meg írni-olvasni mindössze hat hónap leforgása alatt. Az analfabéták aránya a korábbi 83%-ról 50%-ra csökkent. Széles körben toborozták a tanítókat, így rövidesen 100 ezer nicaraguai vett részt a programban. A látványos eredmények miatt az UNESCO Nagyezsda Krupszkaja Nemzetközi Díjjal jutalmazta az új nicaraguai oktatási programot.
Az FSLN kubai mintára megszervezte a Sandinista Védelmi Bizottságok (CDS) elnevezésű szervezetet, amely különösen a hatalomátvétel utáni hónapokban volt igen aktív: az öttagú tanácsok helyi törvényhozóként tevékenykedtek, ugyanakkor hozzájuk tartozott az élelmiszersegélyek szétosztása, az újjáépítés megszervezése, a fosztogatások megakadályozása, és a még bujkáló Nemzeti Gárda tagok letartóztatása. Később, a kontrák megjelenése után a polgári védelmet is irányították; a sandinisták kritikusai szerint azonban a kormány hatszázezer kéme volt egyben, ami egyfajta politikai ellenőrzést biztosított. Közben Ortega az ENSZ-ben tartott beszédet, és találkozott Carter amerikai elnökkel, aki 35 millió dolláros segélyt adott Nicaraguának.

## Carter és Ortega
1980-ban újra változott a nicaraguai belpolitikai helyzet, miután feszültség támadt a Nemzeti Újjáépítés Tanácsának sandinista és nem-sandinista tagjai között, amelynek következtében április 19-én Violeta Chamorro, három nappal később pedig Alfonzo Robelo lemondott tisztségéről. A döntés hátterében az állt, hogy 1980 elején több fontos pozícióba is FSLN-tag került: Humberto Ortega a hadügyi, Henry Ruiz pedig a tervezésügyi minisztérium vezetője lett, így a belügyi, mezőgazdasági, kulturális, egészségügyi minisztériumokkal együtt már hat tárcát ellenőriztek a sandinisták. A Tizenkettes Csoportjához tartozott a Miguel D’Escoto pap vezette külügyminisztérium, míg párttársa Carlos Tünnerman az oktatás ügyeiért felelt.
Május 4-én megalakult az Államtanács, mint legfőbb törvényhozó hatalom. 47 tagja 29 különféle politikai, szakszervezeti, szakmai és tömegszervezethez tartozott. A politikai szervezetek 12 képviselője közül hat volt sandinista, míg a népi szervezetek mind a 11 tagja az FSLN táborát erősítette. Egy évvel később 51 fősre bővült az Államtanács, amelynek elnöke Carlos Nunez Tellez sandinista veterán lett, míg helyettesei között egy sandinista, egy szocialista párti, és egy független liberális párti volt. Hamarosan két nagy politikai tömb alakult ki: az úgynevezett Hazafias Front az FSLN-t, a Független Liberális Pártot, a Nicaraguai Szocialista Pártot és a Keresztényszociális Néppártot tömörítette, míg a Demokratikus Csoportban kapott helyet a Nicaraguai Demokratikus Mozgalom, a Konzervatív Demokrata Párt, a Keresztényszociális Párt és az Alkotmányos Liberális Mozgalom.
A kezdeti létszámhiánnyal küzdő, egykor őserdei harcokban edződött FSLN ekkorra jócskán átalakult: kilenctagú vezetőtanácson belül háromfős politikai bizottság és két másik állandó bizottsága kapott helyet. Ez utóbbiak közül az egyik az államszervezet kialakításával, a másik pedig a védelmi ügyekkel foglalkozott. A testület alá tartozott a 70 tagú Sandinista Gyűlés, amely a központi bizottság szerepét töltötte be. Az FSLN vezetőségének irányítása alá tartozott a 20-25 ezer fős Sandinista Hadsereg, a 60 ezer fős Sandinista Milícia és a belügyi fegyveres erők.
A hatalom megszilárdítása utáni években folytatódott az írástudatlanság fölszámolására indított kampány, és rövidesen 12%-ra esett vissza az analfabéták aránya Nicaraguában. A földreform keretében Nicaragua területének 40%-át államosították. 850 ezer hektár földterületet szétosztottak, az exportra termelő nagy mezőgazdasági területeket állami gazdaságokká alakították át. Kevés látható eredménnyel, de megkezdődött a lakásépítési program is, de a nyolcvanas évek közepén még mindig 280 ezer embernek nem volt állandó fedél a feje fölött.
A legégetőbb feladat az infrastruktúra helyreállítása volt. 1981-ben 170 kilométernyi utat, 134 km vízvezetéket, 1000 km telefonvonalat csaknem 16 ezer állomással és 484 km villanyvezetéket építettek ki. Az infláció ütemét 75-80%-kal sikerült csökkenteni, miközben 110 ezer új munkahelyet hoztak létre, köszönhetően egyebek mellett a megalakult 1700 termelőszövetkezetnek és 34 állami gazdaságnak.
A teljes újjáépítés azonban sosem kezdődhetett meg, mert a sandinistáknak új ellenséggel kellett szembenézniük.

## A kontrák háborúja
„Semmi sem változott, már egy éve ömlik a fegyver Nicaraguából” – nyilatkozta a The New York Times amerikai lapnak a salvadori elnök 1981. január 19-én, amikor Robert E. White amerikai nagykövettel tárgyalt. „De most talán minden megváltozik” – tette hozzá utalva Ronald Reagan elnök néhány nappal korábbi beiktatására. Az új amerikai vezetés nem habozott, és a nagyköveten keresztül bejelentette: katonai segélyt nyújt Salvadornak, hogy eredményesen szembeszállhasson az ottani baloldali gerillák támadásaival, és megregulázza Nicaraguát, amelynek közben felfüggesztette egy 75 millió dolláros pénzsegély folyósítását Washington. Az amerikai beavatkozást már hónapok óta sürgették az Egyesült Államokban élő nicaraguai emigránsok is, akiknek vezetője, időközben az az Alfonso Robelo Callejas lett, aki korábban hónapokig az újjáépítés megszervezésére létrehozott junta tagja volt. Egy caracasi megbeszélésen azt mondta, hogy a sandinisták a kommunizmus és a totális rezsim felé tolják Nicaraguát, és egyben a rendszeren kívüli kis csoportok támogatására kérte az Egyesült Államokat. Azt állította, hogy mintegy 5000 kubai érkezett az országba, akiknek csak egy töredéke tanár vagy orvos, a legtöbben valamelyik fegyveres szervezetben kötnek ki. „Sandinista Front fő célja, hogy katonai hatalmát megszilárdítsa haderejének segítségével” – mondta az üzletember-politikus, utalva a Nicaraguában felállított milíciára és hadseregre.
A sandinista vezetés hiába cáfolta a vádakat, a Reagan-adminisztráció márciusban engedélyt adott a Központi Hírszerző Ügynökségnek (CIA), hogy amerikai katonai szakértők bevonásával megkezdjék az ellenforradalmi erők (contrarevolucionarios), a „kontrák” hadseregének megszervezését, kiképezését, felfegyverzését, valamint finanszírozását a külföldre menekült egykori Nemzeti Gárda-tagokból összevont csapások végrehajtására Nicaragua katonai, gazdasági és civil létesítményei ellen. Rövid idő alatt egy nagyobb sereg jött létre: a Nicaraguai Demokratikus Haderő (FDN), amely főleg Somoza egykori tisztjeiből verbuválódott, és 1983 közepére már 6000 főt számlált 14 hondurasi bázisukkal.
A gyakran Pastora Csoportnak nevezett – 2000 fős Demokratikus Forradalmi Szövetség (ADREN) Costa Rica területéről hajtott végre akciókat. Vezetője, Eden Atanacio Pastora Gómez, „Comandante Zero” egykori sandinista vezető, a Nemzeti Palota elleni támadás szellemi atyja 1981-ben szakított az FSLN-nel, mert nem tetszett neki, ahogy a hatalomátvétel után vezetőtársai beköltöztek a managuai villákba, valamint úgy látta, hogy Nicaragua teljesen kubai és szovjet befolyás alá kerül, s a forradalom eredeti eszméihez való visszatérést szorgalmazta. Döntésében közrejátszhatott az is, hogy az élcsapat egykori tagja megalázónak érezte a neki felajánlott, „másodhegedűs”, belügyminiszter-helyettesi posztot. Az amerikaiak nem bíztak meg benne, mert nem volt hajlandó a kontrákhoz csatlakozni a seregével, és csak a CIA pénzét fogadta el. „Ha az anyád beteg, bárkitől elfogadsz segítséget, nem számít, hogy ki az” – mondta egyszer.
Pastora háromszor volt nős. Egyszer, amikor a forradalmi élet nehézségeiről elmélkedett, így sóhajtott föl: „Az első dolog, amit mi, forradalmárok elveszítünk az életben, a feleségünk. Az utolsó, az életünk. A feleségek és az életünk között elveszítjük a szabadságunkat, a boldogságunkat és az életkedvünket”. Pastora ma egy cápahalász üzemet működtet egy kis faluban a San Juan-folyó és a Nicaraguai-tó találkozásánál. (Ott él a világ egyetlen édesvízi cápafaja)
Egy évvel korábban a két sereg együttes létszáma még alig érte el az 1000 főt. Átmeneti szövetségkötések révén időnként a főként moszkító indiánokat tömörítő MISURASATA, és a Nicaraguai Demokratikus Unió ugyancsak bekapcsolódott a harcokba a kontrák oldalán. A sandinisták szerint a floridai Everglades-mocsár területén is felállítottak elit-kiképzőközpontokat emigráns nicaraguaiak számára.
A kontrák 1982. március 14-én felrobbantottak két hidat Nicaragua északi részén, és ezzel megkezdődött lassú véres háború. A sandinisták másnap rendeletben korlátozták az alapvető polgári szabadságjogokat, majd a következő időszakban a háborús szabályok kölcsönös gyakori megsértéseiről, kivégzésekről és megtorlásokról érkeztek hírek. A kontrák gyakran sandinista egyenruhába öltözve mészároltak le tömegeket, miközben a kormányerők minden gyanús személyt letartóztattak, vagy bárki mást, akivel szemben felmerült a vád, hogy együttműködik az amerikaiak támogatását élvező erőkkel. A sandinisták a cenzúra eszközét is felhasználták, amikor a Chamorro-körökhöz hű La Prensa újság tartalmát megszűrték.

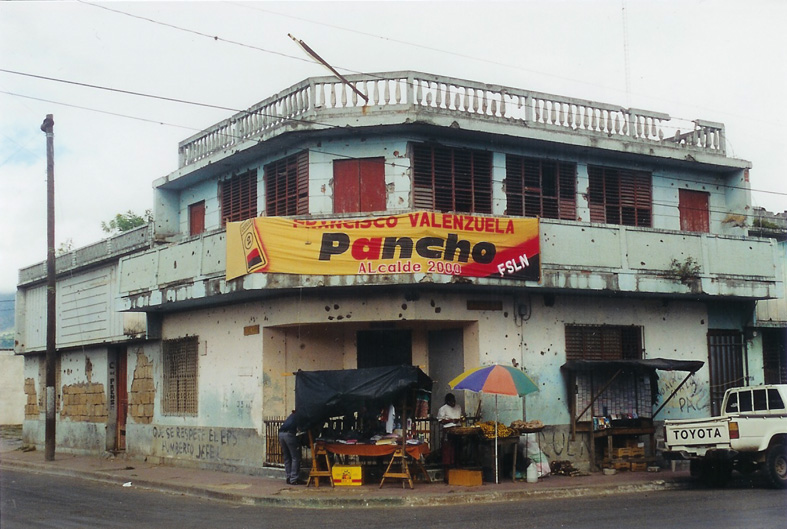
Az FSLN pártirodája Matagalpában

Egy 1982-ben kiadott amerikai kongresszusi titkosszolgálati jelentés szerint komoly aggodalomra adtak okot a kontrák civilek elleni akciói, a tömeges kivégzések, a kínzások és a rendszeres nemi erőszak, míg a managuai vezetés az úgynevezett „Fehér Könyvbe” gyűjtötte az információkat.
Nicaragua az ENSZ Biztonsági Tanácsához fordult azzal a kéréssel, hogy a testület foglalkozzon az amerikai támogatással. 1982 áprilisában a BT Nagy-Britannia és Zaire tartózkodása mellett, és az Egyesült Államok vétója miatt úgy határozott: nem tűzi napirendre a kontrák ügyét. Washington – ahogy a válság éveiben máskor is – azzal érvelt, hogy az Amerikai Államok Szervezete hivatott a kérdésben eljárni.
Az amerikai kongresszus 1983-as döntése miszerint, nem finanszírozza tovább a kontrák akcióit, az Iran-Contra botrányban csúcsosodott ki. 1986 októberében a sandinisták lelőtték a kontrák egyik szállító repülőgépét, fedélzetén a CIA egyik emberével. A vallomásokból és dokumentumokból, majd egy libanoni lap nyomán csakhamar kiderült, hogy a Reagan-kormányzat iráni fegyvereladásokból fedezte a nicaraguai háborút, és az ügyletet Oliver North vezérőrnagy irányította. A későbbi években lezárult vizsgálatok szerint a kontrák ezután a kábítószer-kereskedelem révén fedezték a sandinisták elleni csapásokat, és ez a tevékenység nemcsak, hogy az amerikai kormány tudtával zajlott, de – amerikai források szerint – North volt az összekötő Manuel Noriega tábornok, panamai elnök és közismert drogbáró, valamint a kontrák között.
Washington mindvégig tagadta, hogy megsértette volna a kontrák támogatását tiltó Boland-törvényt, az Iran-Contra ügynek pedig nem lett komolyabb következménye. 1988-ban John Kerry, későbbi demokrata elnökjelölt vizsgálata ugyancsak bebizonyította az Egyesült Államok vezetésének érintettségét a kontrák támogatásának ügyében. 1989. május 4-én North tábornokot a kongresszusi vizsgálat három vádpontban bűnösnek találta, de elkerülte a felelősségre vonást. George W. Bush elnök 1992 Karácsonyán az éves elnöki kegyelmek osztásakor többek között az Iran-Contra-ügy hat főszereplőjének adott közkegyelmet.
Az amerikai kormányzat más lehetőségeket is kihasznált, így például a phoenix-i székhelyű Antikommunista Világligát (WACL) és más szervezeteket, amelyeken keresztül folyamatosan áramolhatott a pénz a kormányellenes gerilláknak. Reagan ezen kívül időnként – váltakozó sikerrel – az amerikai törvényhozástól próbált meg segélyeket kieszközölni a hondurasi vagy salvadori hadseregnek, de az összegek gyakorlatilag a kontráknak kellett.
Nicaragua a gerillák támogatása miatt a Nemzetközi Bírósághoz fordult, annak érdekében, hogy a testület szólítsa fel Washingtont: a köztük lévő szerződést ne szegje meg azzal, hogy támogatja az ellene támadókat. Bár a Nemzetközi Bíróság Nicaraguának adott igazat, a határozatot az Egyesült Államok gyakorlatilag figyelmen kívül hagyta.

## A sandinisták és az egyház
1962 őszén nyílt meg a második vatikáni zsinat, amelynek egyik legfontosabb eleme az volt, hogy a Vatikán nyitni kívánt a keleti blokk országai felé változtatva addigi álláspontján. A katolikus egyház második legmagasabb rangú vezetője, Casaroli bíboros ekkor kezdte meg főként a színfalak mögött a szocialista vezetőkkel a tárgyalásokat, amelyeknek hatása és eredményei egészen a szocialista államberendezkedés világszerte bekövetkezett összeomlásáig hatottak. A zsinat, és közvetve az 1968-as medellini püspöki konferencia másik eredménye, hogy az egyházon belül megjelentek az úgynevezett népi irányzatok, így a nicaraguai közösségben és Latin-Amerika más országaiban is. Managuában megszerveződtek az egyház és a nép kapcsolatának javítására irányuló bázisközösségek, amelyek már az új szemléletet tükrözték, viszont komoly feszültséget okozott a későbbiekben a nicaraguai egyház berkeiben. Sok hívő, és jó néhány pap ugyanis kiállt az FSLN mellett, miközben a felső vezetők erről nem vettek tudomást. Ekkortól kezdtek el „megújult egyházról” és „hagyományos egyházról” beszélni. Nem kisebbségről van szó, ugyanis a katolikusok egy 1980-as felmérése szerint a hívők 46%-a értett egyet a sandinisták programjával, sőt, Somoza rendszerének megdöntésére csak megkésve reagáló nicaraguai püspöki konferencia 1979 végén még támogatta is az alfabetizációs programot. II. János Pál pápa ugyancsak az elképzelés mellett volt, amikor fogadta a Vatikánban a kormányzótanács küldöttségét.
Néhány hónap múlva azonban Nicaragua érseke azt követelte az új kormányzatban részt vevő papoktól, hogy mondjanak le hivatalukról, de az érintett Ernesto Cardenal kultuszminiszter, Miguel D’Escoto külügyminiszter, Edgar Parrales népjóléti miniszter és Fernando Cardenal, a Sandinista Ifjúság helyettes vezetője azonban erre nem volt hajlandó, így a konfrontáció a két oldal között egyre szembetűnőbb lett. A „népi egyház” önálló újságot indított, majd a ’Miatyánk’ imából ismert „mindennapi kenyerünket add meg nekünk ma” sorát változtatták meg „kenyér méltósággal” formulára, tiltakozásul Ronald Reagan döntésére, miszerint a Nicaraguának szánt gabonaszállítmányokat politikai feltételekhez köti a washingtoni kormányzat.
1981 végén az egyházvezetők, élükön Obando érsekkel már nyíltan támogatták a sandinisták ellen fegyvert fogó csapatokat, miközben 400 másik nicaraguai pap illetve közéleti szereplő levelet írt a pápának, kérve a katolikus egyházfőt, hogy lépjen fel Közép-Amerikai békéjéért. A helyzeten segíthetett volna II. János Pál nicaraguai látogatása, annak ellenére, hogy a pápa eleinte utazása elhalasztásával fenyegetőzött arra az esetre, ha nem kezdik meg a „népi egyház” felszámolását. Ráadásul a harcok ekkor már folyamatosan dúltak elsősorban az északi országrészben: mindössze néhány nappal a pápa érkezése előtt például a kontrák egy rajtaütésben megölték a Sandinista Ifjúság 17 fiatal tagját felzaklatva az egész közvéleményt.
A nemzeti gyász légkörében látogatott Nicaraguába 1983 márciusában közép-amerikai körútja során II. János Pál pápa. Nicaragua főként katolikus lakossága nagyon várta az egyházfőt: ennek köszönhető, hogy a két szentmisén Leónban és Managua főterén 800 ezren vettek részt, ami a teljes népesség egyharmadát jelentette.
Már a pápa reptéri fogadásakor jelentkeztek az első bonyodalmak: Daniel Ortega személyesen köszöntötte a katolikus egyházfőt, és beszédében idézte Pereira egykori leóni püspök, az Egyesült Államok legfőbb katolikus méltóságának írt leveléből, amelyben tiltakozását fejezte ki az amerikai katonák nicaraguai beavatkozása ellen. Az utalást Nicaragua akkori helyzetére a nyugati sajtó és a katolikus egyház udvariatlanságnak ítélte, de ekkor még úgy tűnt, hogy a nyílt konfrontáció legalább a vizit idején elkerülhető a sandinisták és a katolikus egyház között.
A pápalátogatás következő állomása Nicaragua vallási központjaként ismert León volt, ahol az istentisztelet rendben, incidensek nélkül zajlott le. II. János Pál szentbeszédében azonban már voltak olyan elemek, amelyeket éppen a sandinisták találtak sértőnek. A pápa ugyanis kijelentette: a nicaraguai szülőknek joguk van a hitükhöz, és arra biztatta őket, hogy ne írassák gyermekeiket olyan iskolába, amely az ateizmust hirdeti. Az iskolázatlanság és az analfabetizmus ellen küzdő sandinistáknak azért is volt ez különösen bántó, mert a vallást egyáltalán nem száműzték a tanintézményekből 1979-es hatalomátvételük után.
A fővárosi szentbeszédet a managuai földrengés után üresen maradt területen létrehozott július 19-e terén tartotta meg II. János Pál. Az eseményre több százezer ember volt kíváncsi: az egyszerű hívők mellett a sandinistákkal és a jobboldaliakkal szimpatizálók tömege özönlött a hatalmas térre, illetve több, frissen létrejött társadalmi szervezet (Nők Szövetsége, Mezőgazdasági Munkások Szervezete, Mártírok és Hősök Anyái) képviselői és támogatói. A délután öt órás kezdéskor a forradalmárok pártján állók jelszavakat kezdtek skandálni: a tömeg ezen része ezzel azt akarta elérni, hogy II. János Pál imát mondjon az elesettekért. Mások „Békét akarunk!” és „Követeljük, hogy az egyház a szegények oldalán álljon” meg „Néphatalmat!” felkiáltásokkal fogadta a pápát, akit közben a tömeg konzervatív része folyamatosan éltetett. Az akkori leírások szerint hosszú ideig tartott, mire a katolikus egyházfő elérte az emelvényt.
A szentbeszédet többször megszakították hasonló bekiabálások, mire a pápa csendre intette a tömeget. Később a Mártírok és Hősök Anyái szervezet egyik tagja kísérőivel a színpadra nyomult, és megafonnal megismételte a sandinisták kérését: „Szentatya, kérünk Téged, hogy imádkozz meggyilkolt szeretteinkért!”, mindeközben a rendfenntartó erők dulakodni kezdtek az egyre hangosabb tömeg egy részével a tér túloldalán. II. János Pál pápaságának legkínosabb miséje végül este nyolckor fejeződött be. A téren összegyűlt több tízezer ember azonban még elénekelte a sandinista himnuszt.
Joaquin Navarro-Valls, a pápa sajtószóvivője később úgy nyilatkozott az incidensről, hogy II. János Pált sokkolta a nicaraguai látogatás kudarca, amely a sandinisták vallásellenes politikája megnyilvánulásának értékelt, hozzátéve, hogy ez rosszabb, mint amit hazája, Lengyelország elszenved(ett) a kommunista uralom alatt. A katolikus sajtó ennél is tovább ment: úgy vélték, hogy a pápalátogatás ilyetén menetrendjét a sandinisták előre kitervelték, választás elé állítva II. János Pált, miszerint vagy megáldja a baloldali mártírokat, vagy “megbüntetik” ha erre esetleg nem lenne hajlandó. Külön kiemelték azt, hogy már a mise színhelye is sértő volt, mert a felállított oltárra nem tettek keresztet a szervezők, csak a sandinisták transzparenseit. A katolikusok szerint a színpad közelében helyét már jó előre elfoglaló, 150 nicaraguai állambiztonsági ember kezdte el a jelszavak skandálását, és kényszerítettek másokat ugyanerre, így ezzel verbális támadást intéztek a pápa ellen. Kiemelték azt is: a sandinisták beleszóltak a misén részvevők összetételébe azzal, hogy számtalan buszokkal érkező hívőt megakadályoztak abban, hogy időben megérkezzen a Július 19-e térre. A katolikus sajtó szerint a színpadra fellépő asszony ötlete Manuel Calderon, az állambiztonsági szerv vezetőjének ötlete volt, és nem megafonnal szólalt meg, hanem kiragadta a pápa kezéből a mikrofont, majd úgy követelte áldását. Leírásuk szerint öt-hat hívő is megpróbált segíteni a pápának, de a sandinisták egyik főtisztje gépfegyverrel fenyegetőzve megállította őket. Ugyanezen forrás azt állítja, hogy a managuai ceremónia gyakorlatilag megszakadt, mert a hangosítás – a sandinisták ténykedése nyomán – tönkrement, így nem volt értelme a folytatásnak. „Daniel Ortega és nyolc másik parancsnok a jelszavak elhangzásakor az öklüket az ég felé rázva tovább biztatták a tömeget a pápa sértegetésére.”
Az incidens utáni időkben, ha valaki ki akarta nyilvánítani a sandinistákkal való szembenállását, a pápa képét függesztette ki háza, boltja homlokzatára. Az egyházon belüli megosztottság a későbbiekben is folytatódott: a jezsuita rend 1984-végén kizárta tagjai közül Cardenalt.
II. János Pál a sandinisták bukása után 1996-ban tért vissza újra Nicaraguába, és természetesen egészen más fogadtatásban részesült. “II. János Pál, Nicaragua szeretettel és kitárt karokkal köszönt Téged” – hirdette a transzparens a managuai repülőtéren, ahová a katolikus egyházfő megérkezett. Az akkori híradások szerint nagy megkönnyebbülést jelentett a pápának, amikor Violetta Barrios Chamorro elnök asszony, mint a „nicaraguai nép nagy és jó barátjaként” üdvözölte a pápát, aki válaszul homlokon csókolta a jobboldali politikust.
„13 éve, kedves Nicaragua nem voltál más, mint a szuperhatalmak hadseregeinek csatamezeje. Ma viszont visszatértél az emberséghez, a kereszténységhez. Emlékszem a sötét éjszakára, ami beborította ezt a helyet, ma pedig gyönyörű verőfényes napsütésben köszönthetlek Téged” – mondta II. János Pál pápa.

## A „Miszkító-kérdés”
Nicaragua északkeleti és keleti vidékén mintegy 60 ezer miszkító indián él, akik az elmúlt évszázadokban mindig a lehető legnagyobb függetlenségre törekedtek. Már Sandino harcát is ellenezték, mert számukra az amerikai telepesek elűzése a munkalehetőség elvesztését jelentette, majd miután az amerikai tengerészgyalogsággal való együttműködésért egyik vallási vezetőjüket kivégeztette, banditaként tekintettek függetlenségi harc vezérére. Nem támogatták Somozát sem, de ugyanígy gyanúsan méregették az FSLN tagjait, amikor azok átvették a hatalmat. Somoza bukása után egyre inkább erősödött a függetlenség gondolata, majd Steadman Fagoth háromezer indiánnal áttelepült Hondurasba, és 1981 végétől folyamatosan támadta a kormányerőket. MISURASATA elnevezésű szervezetük a kontráktól kaptak segítséget. Az ENSZ Menekültügyi Főbiztossága (UNHCR) jelentése szerint ezekben a hetekben a sandinisták 34 miszkító indiánt mészároltak le, százakat letartóztattak, többeket pedig kivégeztek a kontrákkal való együttműködés gyanúja miatt. Széles körű nemzetközi felháborodást váltott ki, amikor 8500 indián erőszakos áttelepítését kezdte meg a nicaraguai kormányzat, mondván, a harcoktól mentes zónákba kívánja „menekíteni” a civileket, csakhogy az intézkedés inkább a kontrák oldalán harcolók létszámát növelte. Később amnesztiában részesítették a miszkítókat, és 1985 közepén elkezdtek hazaköltözni, a kitelepítésük okozta lelki sebet azonban sosem heverték ki. A „miszkító-kérdést” az amerikai kormányzat bizonyítékul használta fel a sandinisták ellen annak igazolására, hogy az FSLN hatalmát mindenképpen meg kell dönteni Nicaraguában.
Az Amnesty International és más nemzetközi szervezetek jelentései gyakran számoltak be a börtönökben uralkodó állapotokról. Eszerint mindennapos volt a verés, alvásmegvonás, elektrosokkos kínzás, a foglyok nem kaptak elég élelmet, vizet, esetenként pedig olyan szűk helyen tartották őket, amelyeknek az alapterülete nem érte el az egy négyzetmétert. Ez utóbbi a „chiquitas” gúnynevet kapta a raboktól, akik sem felállni, sem leülni nem tudtak a levegőtlen kis lyukban. A sandinisták ezzel szemben azt állították, hogy mindenben a nemzetközi normák szerint jártak el, sőt, egyes esetekben a foglyok jobb ellátást kaptak, mint maguk a börtönőrök.
A nyolcvanas évek közepén a nicaraguai kormányzat elismerte, hogy a miszkító-kérdésben hibákat követett el, majd 1987-ben egy olyan autonómiatörvényt fogadott el, amely első latin-amerikai országként elismerte Nicaragua multikulturális voltát, és garantálta az Atlanti-óceán partján élő kisebbségek gazdasági, kulturális, nyelvi valamint vallási jogait.

## Az 1984-es választások és az embargó
A Sandinisták az egyre nehezebb helyzetben úgy döntöttek, hogy általános amnesztiát hirdetnek azoknak, akik önként leteszik a fegyvert, és a tervezett 1985-ös időpont helyett már 1984. november 4-ére kihirdették a választásokat. A kampány idején változatlanul dúltak a harcok a kontrák ellen, ugyanakkor csökkentették a civiljogokat érintő megszorító intézkedéseket.
A novemberi választások rendben zajlottak le, a részvételi arány igen magas, mintegy 75%-os volt.

## Nicaragua keleti kapcsolatai
A sandinisták már Carlos Fonseca Amador idején élénk kapcsolatot tartottak fönn Kubával, a forradalom győzelme után pedig felélénkítették az együttműködést. A managuai bevonulás után egy héttel Nicaragua 25 év után hivatalosan felvette a diplomáciai kapcsolatokat Kubával, és a védelmi bizottságokat például már kubai mintára hozták létre. A következő években rendszeresen dolgoztak kubai értelmiségiek Nicaraguában, ott voltak a tanácsadó testületekben és katonai segítséget nyújtottak a kontrák elleni harchoz; számuk becslések szerint elérte a 2500 főt. A kubaiak mögött ott állt a keleti blokk és természetesen a Szovjetunió, amellyel a sandinista kormányzat 1979. október 19-én vette fel a diplomáciai kapcsolatokat. Magyarországgal már korábban, október elsején aláírta a dokumentumot. Alvaro Baldizon, egy magas rangú sandinista disszidens szerint a kubai befolyás a nicaraguai belügyminisztériumban sokkal nagyobb, mint azt sokan gondolnák. Eden Pastora, önálló harcokat indító egykori legendás sandinista parancsnok egyebek mellett a kubai befolyás elleni tiltakozásul szakított a mozgalommal, és távozásra szólította fel a „katonai személyeket”, akik szerinte a kelet-nyugati szembenállás színterévé változtatják Nicaraguát. Mindenesetre 1985 elejéig Kuba folyamatosan szállított fegyvert Nicaraguának.
Az FSLN hiába tiltakozott megannyiszor, hogy nem akarja a keleti blokkhoz csatolni Nicaraguát, a Reagan-kabinet nem foglalkozott az árnyalt fogalmakkal, és egyszerűen szovjet-kubai érdekszférának tekintette a közép-amerikai államot. Gyanújukat csak erősítette Nicaragua közeledése a „Béketáborhoz”, amely a hagyományos kubai kapcsolaton és a más országokkal felvett diplomáciai kapcsolatok létesítésén túl, gyakorlatilag 1982 májusában vált nyilvánvalóvá, amikor Daniel Ortega Moszkvában a már haldokló Leonyid Brezsnyev szovjet főtitkárnál járt. Az ötéves megállapodás értelmében a Szovjetunió 167 millió dollár értékben technikai segítséget és szovjet projektek finanszírozásához szükséges hitelt nyújtott Nicaraguának. Ezzel Mexikó, Venezuela és Líbia után Moszkva lett az ekkor már 400 millió dolláros hiánnyal küzdő Managua egyik legfontosabb támogatója. A megállapodás szerint a hitel bányászati és mezőgazdasági gépek, orvosi eszközök, egy földi műsorszóró állomás szállítására, valamint két szakmunkásképző intézet és egy vízi erőmű építésre vonatkozott. Ortega a hazatérése után kijelentette, hogy a megállapodás egyedi, és nincsenek feltételeik a szovjeteknek – hozzátéve, hogy az amerikai adományok leállítása miatt volt szükség a segélyegyezményre.
Az FSLN nicaraguai látogatásra meghívta Leonyid Brezsnyevet is. Az SZKP KB főtitkár elfogadta a meghívást, amelyet „egy előre meg nem határozott időpontban” tett volna, de néhány hónap múlva meghalt, így 1983. március 26-án Ortega már a veseelégtelenség miatt hetek óta lábadozó Jurij Andropovval találkozott ismét. „Az eszmecsere a kölcsönös, teljes barátság és megértés légkörében zajlott, a felek egyebek mellett megvitatták az aktuális nemzetközi problémákat. Andropov tolmácsolta a szovjet nép jókívánságait a forradalmi nicaraguai népnek, és emlékeztetett arra, Moszkva továbbra is minden politikai és anyagi támogatást megad Nicaraguának.” – közölte az ITAR-TASZSZ szovjet hírügynökség annak idején a találkozóról. Hasonló találkozókra került sor 1984-ben Konsztantyin Csernyenkóval, majd 1985 tavaszán Mihail Gorbacsovval, és Ortega sosem tért haza üres kézzel.
Ronald Reagan amerikai elnök hivatali ideje alatt többször felszólalt az ellen, hogy a nicaraguai hadsereg egyre nagyobb erőfeszítéseket tesz a hadsereg fejlesztésére és a szovjet hadianyagok beszerzésére. Számos műholdfelvétel készült a szovjet mintára kiépített bázisokról, repülőterekről és a szocialista országokban gyártott eszközökről.
Hetven nicaraguai utazott Bulgáriába, hogy Mi-helikoptereket és MiG-21-es vadászgépeket tanuljanak vezetni, hogy majd a nicaraguai légierő pilótái legyenek. Az amerikaiaknak nem tetszett az sem, hogy a terrorizmust támogató országok listájának hagyományos szereplője, Líbia, gyakorló repülőgépeket adományozott Nicaraguának, de a sokáig dédelgetett álom, a MiG gépek érkezése elmaradt, ahogy a helikoptereket is leginkább zsoldosok vezették, ugyanúgy, mint a kontrák oldalán. A fegyverszállításokkal ugyanakkor sokkal eredményesebben harcoltak a sandinisták, ennek volt köszönhető a több sikeres kontrák elleni offenzíva, mint például az 1985. tavaszi, amikor 15 ezer gerillát szorítottak vissza Honduras területére. Ronald Reagan ekkoriban jelentette be, hogy értesülései szerint szovjet katonai tanácsadók bukkantak fel az észak-nicaraguai harcmezőkön.
A nicaraguai-magyar kapcsolatok felélénkítésére a diplomáciai kapcsolatok felvétele után 1980. július 18-ától került sor, amikor Katona István, az MSZMP KB tagja részt vett a forradalom egyéves évfordulója alkalmából tartott ünnepségen. Október 13-án adta át Kiss János nagykövet a megbízólevelét Managuában, majd decemberben 3-án Jaime Wheelock, a nicaraguai mezőgazdasági miniszter vezette delegáció érkezett Magyarországra, hogy aláírja a két ország közötti műszaki-tudományos együttműködési megállapodást. Együtt utazott vele testvére, Ricardo Wheelock, akit egy nappal később kineveztek Magyarországra akkreditált nagykövetnek. 1981 márciusában latin-amerikai útja során Péter János, a parlament alelnöke látogatást tett Managuában, válaszul Carlos Nunez Tellez, a nicaraguai törvényhozás elnöke parlamenti delegáció élén érkezett Budapestre, három héttel később. Ugyanebben az évben járt Magyarországon Miguel D’Escoto külügyminiszter, és Tomas Borge belügyminiszter, majd Puja Frigyes magyar külügyminiszter utazott Managuába. 1982-ben D’Escoto ismét Budapestre jött. 1984-ben került sor Daniel Ortega, a junta koordinátorának első magyarországi látogatására. A kelet-európai körúton lévő legfőbb nicaraguai vezetőt Kádár János fogadta június 25-én, majd Tellez jött ismét. A már elnökké választott Ortega 1985. május 4-én Losonczi Pállal, az Elnöki Tanács elnökével találkozott szintén Budapesten. Ehhez a dátumhoz köthető a magyarországi szolidaritási program elindítása is. Az iskolákat például az ezt követő a hónapokban szólították föl, hogy rendezzenek gyűjtést a nicaraguai gyermekek számára: az úttörőcsapatok gyűlésein arra kérték a diákokat, hogy az általuk már nem használt, esetleg megunt íróeszközöket, füzeteket és más, a tanításhoz szükséges felszereléseket ajánlják fel a Nicaraguának szánt segélycsomagba.
Az említett találkozókon túl, több rövidebb, vagy alacsonyabb diplomáciai szintű találkozóra került sor a két ország vezetői között, gyakran az éves ENSZ Közgyűlések idején New Yorkban, de magyar állam-, vagy kormányfő sosem látogatott el a közép-amerikai országba. 1981-ben kulturális és tudományos együttműködési egyezményt írt alá a két ország, 1982-ben pedig az egészségügyi együttműködésről született megállapodás, az év végén pedig a konzuli egyezményt kötötte meg Nicaragua és Magyarország. Gazdasági okokból jelenleg már egyik ország sem tart fent közvetlen külképviseletet Managuában vagy Budapesten.

## Béketervek
A konfliktus elhúzódásával nyilvánvalóvá vált, hogy egyik fél sem nyerheti meg a háborút, amely a nyolcvanas évek végére a tönk szélére juttatta Nicaraguát. Az FSLN többször próbált meg tűzszünetet kötni, törekvéseik rendszerint fennakadtak az Egyesült Államok ellenállásán: az amerikaiak vagy nem vették komolyan a javaslatokat, vagy teljesíthetetlen feltételeket támasztottak. Például amikor 1985-ben John Kerry szenátor Managuában járt, hogy tárgyaljon a sandinistákkal és az ellenzékkel, Ortega tűzszüneti javaslatot küldött velük Washingtonba. A Reagan-adminisztráció válasza egyértelmű volt: az üzenet csak arra szolgál, hogy a sandinisták nyomást gyakoroljanak a képviselőház tagjaira, akik akkor szavaztak egy 14 millió dolláros kontra-segélycsomagról. (Bár a képviselők ezt az indítványt végül valóban leszavazták, a hírre, miszerint Ortega 200 millió dolláros hitelt kapott Moszkvában Mihail Gorbacsovtól, hat héttel később 27 millió dolláros segélycsomagot szavaztak meg a gerilláknak).
Nemzetközi szinten először Mexikó vetette fel a tárgyalásos rendezés lehetőségét 1982-ben, és közvetítőnek ajánlkozott az Egyesült Államok és sandinisták között, eredménytelenül. Egy évvel később Mexikó, Venezuela, Panama és Kolumbia külügyminisztere létrehozta az úgynevezett Contadora-csoportot, hogy együtt lássanak hozzá egy átfogó béketerv kidolgozásának. Csakhogy az Egyesült Államok hallani sem akart a kontrák támogatásának felfüggesztéséről, amely pedig az egyik feltétele volt a tűzszünetnek és egy esetleges békének. 1986-ra már a Contadora-terv harmadik változatát utasították el, ugyancsak az Egyesült Államok, és a Hondurast, Salvadort és Costa Ricát tömörítő, úgynevezett Tegucigalpa-csoport ellenállása miatt. A Tegucigalpa-csoportból az aktív semlegességet hirdető Guatemala kimaradt, a többi ország ugyanakkor engedett az amerikai nyomásnak. Reagan-adminisztrációja csak azt a megoldást fogadta volna el, ha a sandinisták megbuknak, akár katonai támogatással, akár egy nicaraguai belső demokratizálási folyamat révén.
1986-87 fordulóján a Contadora romjain született meg Costa Rica és Washington kezdeményezésére az Arias-terv, amelynek eredeti célja az volt, hogy megfelelő alternatívát kínáljon a nicaraguaiakkal szemben túl engedékenynek tartott korábbi elképzeléseknek. A terv névadója Óscar Arias Sánchez Costa ricai elnök volt, aki országának gazdasági és politikai érdekeire hivatkozva szorgalmazta a közép-amerikai tárgyalásos rendezést.
Az Arias-terv újdonsága az volt, hogy nem csak Nicaraguára koncentrált, hanem a többi közép-amerikai állam helyzetének egységes megoldását szorgalmazta önállóan, a szovjet-amerikai tényezők háttérbe szorításával. A válsággóc minden országának azt javasolta, hogy kössenek tűzszünetet, állítsanak fel nemzeti megbékélési bizottságokat, kezdjenek párbeszédet a kormányok és a fegyveres ellenzékek között, függesszék fel a szabadságjogok mindenfajta korlátozását, valamint a más országokban működő gerillamozgalmak fegyveres támogatást. Ez jelentette a kontrák amerikai támogatását ugyanúgy, mint a salvadori baloldali gerillák nicaraguai megsegítését.
Többszöri halasztás után 1987. augusztus 7-én írták alá a guatemalai fővárosban az öt érintett ország kétnapos csúcstalálkozója után az előzetes békemegállapodást. Washingtont meglepte a döntés, mert úgy gondolták, hogy a sandinisták fő ellenségének tartott Honduras nem fog rábólintani a dokumentumra, de végül José Azcona del Hoyo elnök egyedüliként nem akart a térség békéjét biztosító egyezmény útjában állni. Reagan elnök feltételesen üdvözölte a dokumentumot: kijelentette, hogy a saját és a kontrák érdekeinek függvényében segíti majd a megvalósítását. Washington módosító javaslatot nyújtott be, amely a sandinistákat sokkal szigorúbban kényszerítette volna azonnali tűzszünetre, és egy szabad, demokratikus választások hatvan napon belüli megtartására. Ennek értelmében, ha az Ortega-vezetés megszegte volna a pontokat, az Egyesült Államok jogot formált volna arra, hogy további katonai támogatásban részesítse a kontrákat.
Csakhogy miután kiderült, hogy a titokban Iránnak eladott amerikai fegyverek árát továbbították a hivatalos csatornák megkerülésével a nicaraguai felkelőknek, már végképp nem sikerült a kontrák mellé állítani a közvéleményt. A reagani külpolitika egyik legfontosabb alakítója, Elliott Abrams panaszolta egy évvel később egy tanácskozáson, hogy egy közvélemény-kutatás szerint El Salvadort több amerikai hiszi az Egyesült Államok ellenségének, mint ahányan szövetséges országnak. A megkérdezettek 61%-ának pedig az a meggyőződése, hogy a Szovjetunió a nicaraguai kormánnyal szemben szít kommunista felkelést. A világot jókra és rosszakra osztó külpolitikai propaganda tehát nem hatotta át különösebben a lakosság tudatát.

1987 őszén a nicaraguai ellenzék tüntetéseket szervezett azzal a céllal, hogy megállapítsák: a sandinisták valóban teljesítik az Arias-tervben vállalt kötelezettségeiket, azaz biztosítják a teljes politikai és sajtószabadságot. Az ország legnagyobb lapjának megjelenését, a La Prensát 1986-ban függesztették föl, mert az Ortega-vezetés szerint az amerikai érdekek szócsöveként működött. A nicaraguai vezetés szeptemberben Barricada c. lapjukon keresztül bejelentette, hogy fontos politikai változások vannak készülőben az országban: újra sugározhatnak az ellenzéki rádiók, újra megjelenhet a La Prensa, ellenzéki pártok alakulhatnak és mintegy 1000 politikai okokból bebörtönzött embert szabadon engednek. Ortega a „a rendkívül összetett nemzetközi helyzettel” magyarázta a döntést, miközben támogatóinak egy része kijelentette: nem értik, hogy az elnök miért írta alá egyáltalán az Arias-tervet. Az intézkedéseket tett követte, így már csak egy pont maradt hátra: a közvetlen tárgyalás a kontrákkal. Ez több hónapot késett, mert az ügyben a nicaraguaiak előbb az Egyesült Államokkal akartak egyeztetni. A Reagan-adminisztráció inkább úgy döntött, hogy még egy nagyobb támogatást megszavaztat a törvényhozással, mondván, „szükség van erre, amíg Nicaraguában meg nem valósul a teljes demokrácia”, de a Kongresszus ezt végül leszavazta. Ebben nyilvánvalóan szerepet játszott az is, hogy Oslóban eldőlt: Oscar Arias Sánchez kapja az 1987-es Nobel Béke-díjat.
Az egyre nagyobb nemzetközi nyomás hatására a sandinisták az időközben bíborossá kinevezett, és Ortegával mindig szembenálló Obando érseket kérte föl, hogy közvetítsen a gerillák és a kormány között. A tárgyalópartnert örömmel elfogadták a kontrák, így megkezdődhetett a közeledés a szembenállók között – ez azonban még nem felelt meg az Arias-tervben foglaltaknak. Ortega először egy 11 pontos javaslattal állt elő, amelynek legfontosabb eleme az volt, hogy ha a kontrák leteszik a fegyvert, akkor amnesztiát kapnak, de elutasították, mert nem akartak belemenni egy „nem hivatalos megadásba”.
Közben Humberto Ortega hadügyminiszter meglepő bejelentést tett, amellyel nem kis zavart ejtett 1987 végén, miszerint egy hétéves program keretében meg akarja duplázni a hadsereg kapacitását, és alaposan fel kívánja duzzasztani a létszámot, hogy az ország „felkészülhessen egy amerikai invázióra”. Az akkor már 250 ezer fős fegyveres erők létszámát 1994-ig 600 ezerre kívánta megemelni a haditechnikai eszközök felújítása mellett. Az elképzelést az Arias-terv valamennyi részvevője értetlenkedéssel fogadta, de végül a hadseregreform elmaradt.
1988. január 17-én Daniel Ortega bejelentette: a kormány megkezdi a közvetlen tárgyalásokat a kontrákkal, és felfüggeszti az alapvető szabadságjogokat évek óta korlátozó szükségállapotot. Egy napra rá a Reagan-kormány azt közölte, hogy nem hisz a sandinistáknak, és felújítja a katonai segélyezését a kontráknak, akik egyébként elfogadták Ortega közvetlen tárgyalási javaslatát. A Képviselőház végül pénzt ugyan nem szavazott meg, de további támogatást javasolt, hogy nyomást gyakoroljanak a nicaraguai kormányra a tárgyalások és a valódi átmenet sikere érdekében. Nem sokkal később döntött úgy az amerikai törvényhozás, hogy végleg leállítja a segélyezést, ehhez azonban kellett az is, hogy a szovjetek is beszüntették a sandinisták katonai támogatását.
A kontrák és a sandinisták közötti első fordulóra már január végén sor került, amelynek eredményeként márciusban 60 napos tűzszünet lépett életbe, majd egy hónappal később nyílt béketárgyalások kezdődtek a hatéves fegyveres konfliktus leállítása érdekében.
Ezzel egyidőben az öt közép-amerikai ország a washingtoni tiltakozások ellenére Salvadorban megállapodott arról, hogy leszerelik a gerillákat, és 1990 februárjában választásokat tartanak Nicaraguában. Az Egyesült Államok elképzelése szerint a leszerelésre csak a választások után került volna sor. 1989 márciusában a sandinisták újabb döntő lépésre szánták el magukat: kiengedték a börtönből a Nemzeti Gárda mintegy kétezer volt tagját, így már minden akadály elhárult, és augusztus 4-én aláírták a békeegyezményt a kontrák és a kormány képviselői Managuában. Az egyezség értelmében a kontrák feltétel nélküli amnesztiát kaptak, valamennyi politikai okokból bebörtönzött foglyot szabadon engedtek, és a felek vállalták, hogy tartózkodnak valamennyi katonai akciótól a választási kampány, és a voksolás idejére.
Nicaragua ekkorra már a tönk szélére jutott, az 1985 óta érvényben lévő amerikai embargó hatását az európai és szocialista országok segélyszállítmányai sem tudták pótolni. Mire a sandinisták hatalomra jutásuk tizedik évfordulóját ünnepelték, az országban egymást érték a tüntetések. 33 ezer százalékos hiperinfáció, rendszeres sztrájkok bénították meg a még működő gazdaságot. Nem volt olyan család, amelyik ne gyászolta volna legalább egy tagját, miután a háborúnak legalább 30 ezer áldozata volt. A költségvetés 40%-át tették ki a hadikiadások. A sandinisták az utolsó hónapokban még megpróbálták a nekik megfelelő irányba terelni az eseményeket – például a sajtó átmeneti cenzúrázásával, de 1990. február 26-án bekövetkezett az, amire egyáltalán nem számítottak.

## 1990 óta
Az 1990-es választásokon a 14 pártot tömörítő Egyesült Nicaraguai Ellenzék (Unión Nacional Opositora, UNO) nevű formáció indult az FSLN éllovasa, Daniel Ortega ellen. A konzervatív pártoktól az üzleti körökön át a Nicaraguai Szocialista Pártig ható koalíció volt csak képes fölvenni a versenyt az ekkorra már ismét belső harcokkal küzdő sandinistákkal. Az ellenzéknek kedvezett az is, hogy az Amerikai Egyesült Államok a kontráknak szánt pénzek egy részét az amerikai Nemzeti Alapítvány a Demokráciáért szervezeten keresztül az UNO-nak juttatta, hogy azok eredményesen kampányolhassanak a sandinisták ellen, akik a választásokig a kontrákkal való megegyezésen fáradoztak. Az FSLN-nek pénze sem volt igazán, teret vesztett a szabadjára engedett médiában, így a plakátokon és több nagygyűlésen kívül nem sokat tettek a választók meggyőzéséért. A legnagyobb hibát pedig akkor követték el, amikor azt gondolták, hogy a választók szemében még mindig fontos fegyvertény Somoza tíz évvel korábbi elűzése a hatalomból. A nicaraguaiak jó részének azonban ez már nem volt elég, kiutat szerettek volna a nyomorból és a szegénységből, elegük volt a háborúból.
Más vélemények szerint éppen az amerikai embargó, az erőszakos besorozások, a rendkívüli állapot és a politikai szabadságjogok megnyirbálása vezetett a bukásukhoz. A lehetséges okok máig is viták tárgyát képezik Nicaraguában és külföldön egyaránt. Az UNO ráadásul egy nem kisebb személyiséget állított elnökjelöltnek, mint a Violeta Barrios de Chamorrót, aki 1979-ben az újjáépítés kormányában is részt vett, de aztán szakított a sandinistákkal, és ellenzéki politikusként, illetve a La Prensa újság főszerkesztőjeként dolgozott tovább. Személye a bal oldali szavazók jelentős részét is meggyőzhette, mert a szavazatok 55%-át kapta, szemben Ortega 41%-ával. „Győztesként távozunk” – mondta vereségének estéjén televíziós beszédében, majd így folytatta: „Mi, sandinisták, feláldoztuk magunkat, a vérünket adtuk, szenvedtünk, és nem pedig tapostunk a hatalomért. De hoztunk valamit Nicaraguának, amit megtagadtak tőle 1821-es függetlenné válása óta. Büszkék vagyunk, hogy ebben az igazságtalanul gyengékre és erősekre osztott világban, adtunk Nicaraguának és Latin-Amerikának egy kis méltóságot, egy kis demokráciát, és egy kis szociális igazságot”.
A csalódottságot remekül érzékelteti, hogy Ortega alelnöke, Sergio Ramírez az FSLN tagságát gettónak nevezte: „még hisznek a saját illúzióikban, önbecsapásaikban. A tömegekről, népről beszélnek, miközben nem értik meg, hogy a nép fele halálig sandinista-ellenes” A válságát élő baloldal megosztottságát jól jelzi, hogy a hadsereg parancsnoka, Humberto Ortega kilépett az FSLN-ből, és Chamorro egyik bizalmasaként megőrizhette tisztségét 1995-ig, amikor menesztette a Nicaraguai Hadseregnek átnevezett Sandinista Néphadsereg éléről. Közben a hatalomátvétel hírére az Egyesült Államok felfüggesztette az embargót, amelynek hatásai még évekig tartottak.
Az új kormányzatnak külön gondot kellett fordítania arra, hogy a kontrák és a sandinisták egykori veteránjait visszaintegrálják a társadalomba – sokan közülük ismét fegyvert fogtak, hogy a nekik kijáró bánásmódot és nyugdíjat megkapják. A sandinistákat nem távolították el számos fontos pozícióból, vívmányaik jó részét megőrizte Chamorro, akivel az FSLN együtt tudott működni. Az FSLN társadalmi szervezetek tucatjait hozta létre a következő években annak érdekében, hogy eszméiket, szociális céljaikat népszerűsítsék. Chamorro azonban belebukott a sandinista partnerségbe. A demokratikus intézményrendszer megszilárdítása, a gazdaság stabilizálása ellenére az UNO jobboldali belső körei egyszer és mindenkorra véget akartak vetni a sandinizmusnak, és a következő, 1996-os választások idején kihátráltak Chamorro mögül, és a managuai polgármestert, José Arnoldo Aleman Lacayo-t jelölték elnöknek, aki időközben újjáélesztette Somoza egykori pártját, majd Liberális Szövetség néven egy új formációt hozott létre. Aleman Somoza bukásáig a bankvilág ügyvédje volt, majd 1979 után nyolc hónapot a sandinisták börtönében ült. Nyílt, sandinista-ellenes programja eredményes volt, mert a szavazatok 51%-át nyerte meg, szemben Ortega 43%-ával. A 96-os vereséghez az is hozzájárult, hogy távozott az FSLN-ből két prominens személyiség, Ernesto Cardenal és a sandinista kormány volt alelnöke, Sergio Ramírez is tiltakozásul amiatt, hogy szerintük Ortega túl nagy befolyásra tett szert a mozgalomban. (Ramírez később saját pártot alapított, Cardenal pedig egy latin-amerikai tévécsatorna igazgatótanácsába került. Az időközben Hugo Chávez venezuelai elnökkel összebarátkozott költőt 2005-ben irodalmi Nobel-díjra jelölték). Aleman nevéhez fűződik az infláció visszaszorítása és több managuai beruházás. Egy időben szövetséget ajánlott a sandinistáknak: hogy ellenzék nélkül kormányozhasson, magas rangú hivatalokat ajánlott nekik. Ciklusának lejárta után azonban nyilvánosságra kerültek ügyei, és 2002 decemberében hivatalosan is vádat emeltek Aleman és több családtagja ellen sikkasztás és pénzmosás gyanúja miatt. Egy évvel később 20 éves börtönre ítélték 40 millió dollár eltüntetése miatt. Büntetését egészségügyi okok miatt házi őrizetben, a saját birtokán tölti jelenleg, befolyása párttársaira azonban változatlan maradt, és ennek a mai napig hatása van Nicaragua politikai életére. (CNN, 2004) A botrány nem kerülte el Daniel Ortegát sem: saját mostohalánya 1998-ban azzal vádolta meg, hogy nemi erőszakot követett el rajta két éven át, 11 és 13 éves kora között. A pártvezér sohasem ismerte el a megrontást, annak ellenére, hogy Zoliamércia Narvaez továbbra is kitartott állítása mellett.
1998 októberében újabb természeti katasztrófa csapott le az országra, amely évekre visszavetette a gazdaság fejlődését. A Mitch hurrikán 2500 áldozatot szedett, félmillió ember otthonát mosták el az esőzések és a földcsuszamlások, hidakat, utakat tett tönkre a csapás. Az ültetvények tönkrementek, több térséget hetekre elvágott a külvilágtól a víz és a sár. A károk a legszerényebb becslések szerint is 4-5 milliárd dollárra rúgtak. A sandinistáknak egészen 2000-ig kellett várniuk a következő választási sikerre. A novemberi helyhatósági választásokon, jelöltjük, az egykori sandinista kormány turisztikai minisztere Herty Lewites-t managuai polgármesterré választották. Az eredmény késedelmes bejelentése miatt tüntetéshullám söpört végig Nicaraguán, de végül az FSLN jelöltjét beiktatták hivatalába. Az eredmény előre vetítette a 2001-es választások kiélezett versenyét. A liberálisok új jelöltje, Aleman korábbi alelnöke, Enrique José Bolanos Geyer, és Ortega a felmérések szerint az utolsó pillanatig fej-fej mellett haladtak, de végül Bolanos győzött 53,7%-kal, míg Ortega a szavazatok 44,7%-át kapta. Bolanos korrupció elleni harcot hirdetett, és közölte, hogy átvizsgáltatja saját pártját is, valamint korrupció gyanúja miatt Aleman ellen is vádat emeltet, de a lépéssel magára haragította a liberálisokat, akik a sandinistákkal közösen 2005 őszén lemondatási eljárást kezdeményeztek, azzal a váddal, hogy Bolanos pénzügyi visszaéléseket követett el a választási kampány idején. A honatyák ezen felül alkotmánymódosítást javasoltak, amely megkurtította volna az elnök jogkörét. Az eljárást akkor függesztették föl, amikor az Egyesült Államok segélymegvonással fenyegetőzött, és George W. Bush elnök „lassú puccsal” vádolta meg a nicaraguai képviselőket. Ortegát pártja 2002-ben újra az FSLN vezetőjének választotta, és őt indították a következő megmérettetésen, 2006 novemberében.
A közvélemény kutatások Ortega egyértelmű esélyét mutatták.
A konzervatívok Ortega ellenfelének Eduardo Montealegre Rivast jelölték. Külön embert állított az Alkotmányos Liberális Párt (PLC) José Rizo Castellón személyében, míg az FSLN-ről leszakadt Sandinista Megújulási Front a korábbi diplomatát, Edmundo Jarquin Calderónt juttatta volna az államfői székbe. Az utóbbi években Managuában egyre gyakrabban felbukkanó, a környezetvédelem, az oktatás fejlesztését, illetve a kisebbségek helyzetének javítását hirdető egykori gerillavezér, Edén Atanacio Pastora Gómez pedig az Alternatíva a Változásokért (AC) elnevezésű szervezet színeiben indult.
A szavazópolgárok 73,5%-a adta le voksát a jelöltekre, 2226 külföldi és 18000 nicaraguai megfigyelő felügyelete mellett november 5-én. A választásokon komoly incidensekre nem került sor, "szabad, korrekt és nyílt voksolás volt" – az ellenőrök szerint.
Az Hugo Chávez venezuelai elnök vezette Bush-ellenes latin-amerikai országok egyre népesebb táborához aztán 2006. novemberben csatlakozott Nicaragua is, miután a szavazatok 38,07%-ával az FSLN vezetőjét választották meg elnöknek úgy, hogy a december 20-ára kitűzött második fordulóra már nem is volt szükség. Eduardo Montealegre Rivas 29%-ot kapott. A harmadik, José Rizo Castellón 26,51, a negyedik Edmundo Jarquin Calderón 6,44, míg az utolsó Eden Pastora lett 0,27%-kal.